# 瓦格拉姆之战
瓦格拉姆之战（法語：Bataille de Wagram）发生於1809年7月5日至6日，是拿破仑战争第五次反法同盟期間的軍事衝突。此役中，拿破仑一世率領之法軍与卡尔大公指挥的奥地利军交战，最終以高昂的代价贏得決定性胜利。
1809年，拿破崙從德意志地區抽調部隊前往西班牙作戰，讓奧地利帝國中的主戰派在朝堂上聲勢大振，開始備戰及動員部隊。第五次反法同盟正式成立。1809年4月，奧地利軍入侵法国盟友巴伐利亚王国，但在拿破崙抵達後迅速陷入頹勢，於5月中旬放棄维也纳。然而奧軍主力部隊尚完好，卡尔大公率領军队撤退到了多瑙河以北，於5月下旬在多瑙河岸的阿斯珀恩-埃斯灵战役阻擊法軍。
拿破仑隨後在六週中將法軍增至17.2萬人與475門火砲，於7月4日率大部隊渡過多瑙河，在7月5日夜晚前奪下阿斯珀恩村與埃斯靈村。法軍推進至馬希費爾德平原，開始向瓦格拉姆的奧軍發動進攻，但由於指揮系統的出錯，法軍各部隊並未同時展開行動，數次攻勢都以失敗告終。7月5日深夜，其餘部隊也陸續渡河抵達戰場。7月6日上午，奧地利軍對法軍發動進攻，起初成功擊退法軍右翼，並擊潰中路的貝納多特軍，佔領阿德克拉村。然而法軍马塞纳軍奪回該村，並擋下奧軍右翼部隊的進攻，同時其他部隊猛击奥地利阵地的右翼和中央。战局随之发生逆转，法军沿全线发起攻势，奧軍在所有陣線都受到壓迫，下午2時30分卡爾大公下令撤退。7月10日，法軍追上撤退中的奧軍，並迫使其請求停戰，結束第五次反法同盟。
瓦格拉姆之戰是當時歐洲最大規模的戰役，兩支軍隊在戰役中共傷亡與被俘將近7.4萬人。1809年10月14日，法國與奧地利簽訂《申布倫條約》，奧地利損失350萬人口，兵力被限制在15萬人，並被迫加入大陸體系。

## 序幕

### 背景

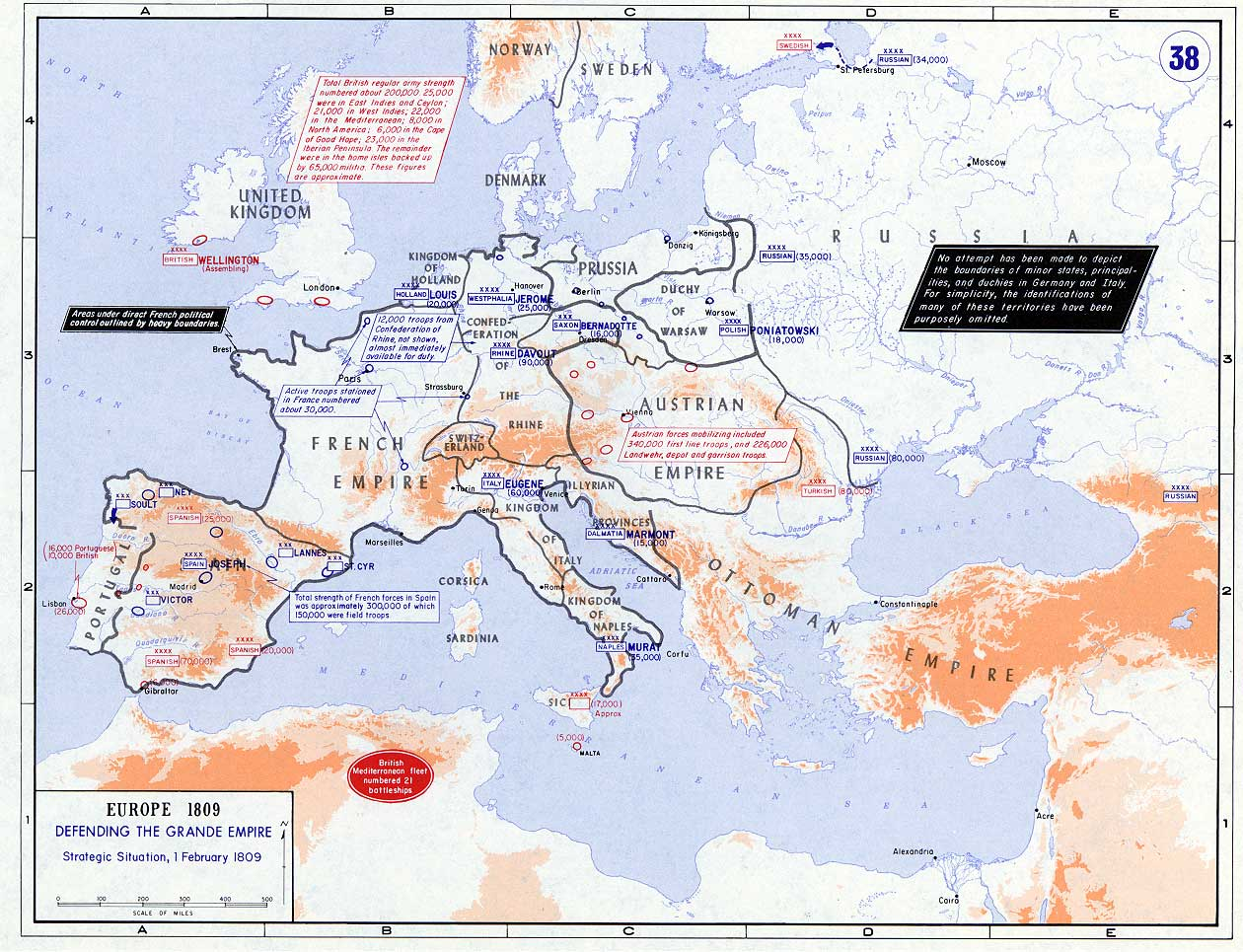
1809年欧洲的战略形势

1809年，法兰西第一帝国在欧洲大陆占据战略主导地位。法国在1805年至1807年的第三和第四次反法同盟战争中接连取得了胜利，确保了几乎无可争议的大陆霸权，以至于没有其他欧洲大国能够挑战拿破仑的帝国。然而，尽管拿破仑击败了奥地利，迫使俄罗斯结成一个不稳固的联盟，并将普鲁士贬为二流国家，但他并没有迫使英国屈服。由于英国控制了海洋，拿破仑因此选择了一场经济战争，对不列颠群岛强加大陆封锁，以切断英国与欧陆的重要商业关系。为了确保大陆体系的有效性，他试图迫使英国传统贸易伙伴葡萄牙遵守该体系；1808年外交手段失败后，拿破仑占领了该国，迫使执政的布拉干萨王朝逃离，并在其主要殖民地巴西寻求庇护。拿破仑的举动被证明是过度反应。此外，他还选择改变西班牙的统治王朝，用他自己的兄弟约瑟夫·波拿巴取代国王卡洛斯四世，约瑟夫随即成为西班牙新国王。然而，新国王并没有受到西班牙民众和该国大部分统治阶级的欢迎，这在全国引发了一场血腥的游击战。在拜伦战役之后，法国在半岛的地位变得岌岌可危，拜伦战役这对法国军队来说是一次罕见而彻底的失败，但同时也极大地鼓舞了奥地利主战派的士气。随着拿破仑被迫亲自坐镇指挥并向西班牙战场投入越来越多的士兵，法国在中欧的军事地位被严重削弱。此外，法俄关系恶化，虽然两国在纸面上仍然是盟友，但俄罗斯不太可能认真履行先前的条约。
法国在中欧的主要对手是奥地利帝国。虽然奥地利于1805年在乌尔姆和奥斯特利茨战败并被迫缔结屈辱的普雷斯堡和约，但奥地利帝国仍然拥有一支强大的军队。在奥斯特里茨之后的几年里，这支军队经历了重大改革。到1809年，奥地利几乎破产，并敏锐地意识到，如果不能恢复其在德国和意大利的影响力，它就无法保持其作为大国的地位。在拿破仑的半岛泥潭、英国的补贴和对北欧军事干预的承诺鼓舞下，奥地利人认为1808年和1809年的欧洲政治环境为他们提供了夺回失地之最佳机会。为了赢得与法国的战争，维也纳当局希望在德国发生大规模的反法起义，并希望早日说服普鲁士加入新反法同盟，同时设想俄罗斯很可能不会支持法国人。奥地利的军事准备在1808年和1809年初加速，行动将在几个战区进行，包括巴伐利亚的主要战区和意大利、达尔马提亚、威斯特法伦、蒂罗尔和波兰。与1805年形成鲜明对比的是，到1809年，奥地利成功地改革了军队，并建立了一支相对现代且整体指挥有序的军队。这支军队由奥地利最好的军事指挥官、奥地利皇帝弗朗茨一世的兄弟卡尔大公指挥。

### 初步战事
到1809年3月，奥地利已经为与法国之间的战争做好了准备，200,000名哈布斯堡军队集结在西北部的波希米亚省，靠近法国同盟莱茵邦联的边界。奥地利希望普鲁士加入战争，并通过在波希米亚集结其主要军队，表明它打算与普鲁士会合。然而，到了1809年4月上旬，普鲁士还没有准备好进攻，奥地利人被迫将他们的主力部队向南移动，以便沿多瑙河向西进攻。从战略上讲，这个决定是合理的，因为沿河谷的进攻可以更好地保护奥地利首都。尽管如此，往返波希米亚花费了奥地利人整整一个月的宝贵时间。

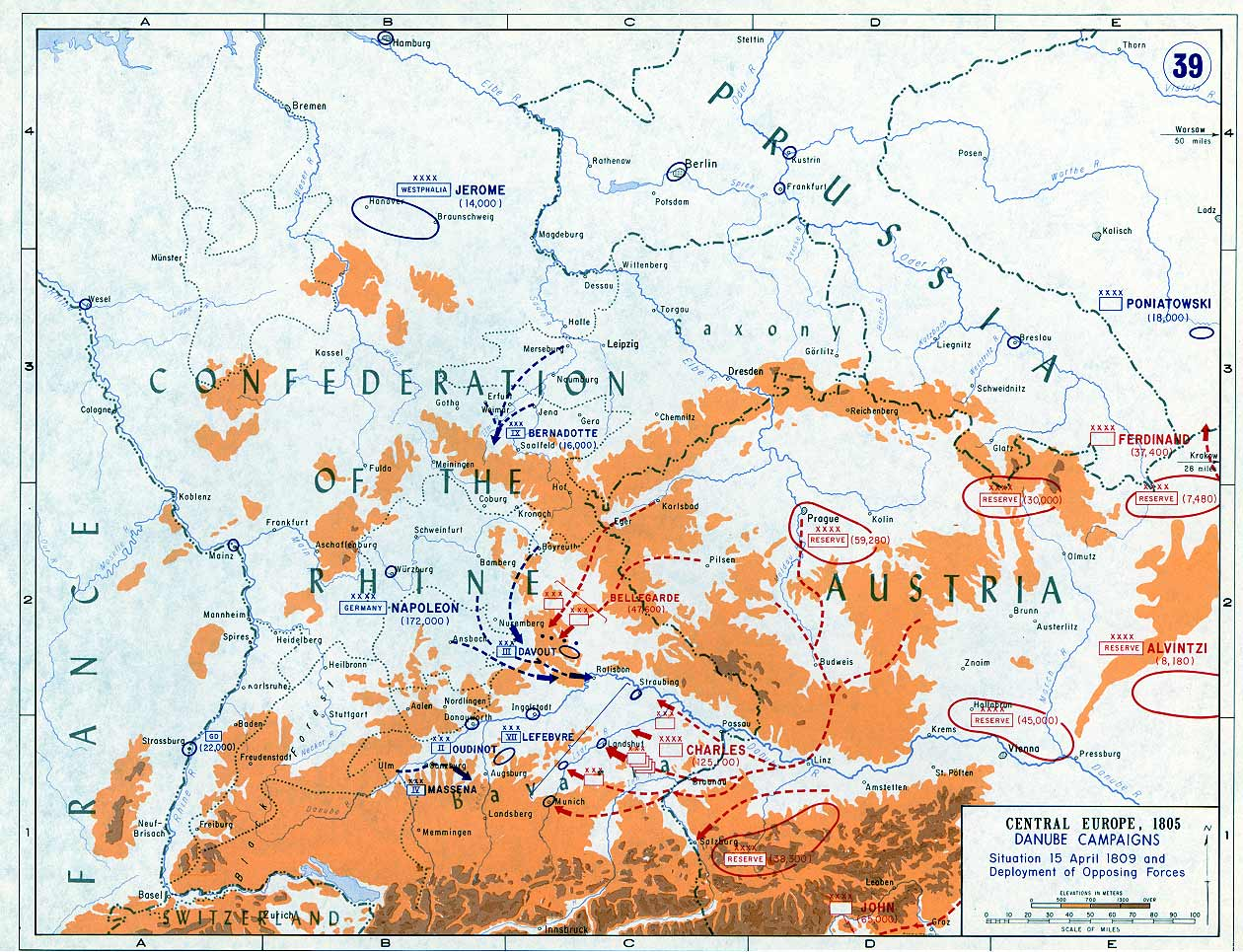
4月15日的战略形势

1809年4月9日，在没有正式宣战的情况下，奥地利主力军队越过因河入侵法国的主要盟友之一的巴伐利亚，而奥地利部署在其他战线的军队则发起了自己的攻势。与此同时，在巴黎的拿破仑意识到战争迫在眉睫，但他仍不知道奥地利人已准备好进攻。驻扎在德意志地区的法军隶属于法国的德意志軍團，由贝尔蒂埃元帅指挥。贝尔蒂埃在担任拿破仑的参谋长时表现出色，但担任一线指挥官完全超出了他的能力范围。此外，为了一边通过军用电报与巴黎保持密切联系，一边避免激怒奥地利人，贝尔蒂埃最初奉命将总部设在距前线仅数百公里的斯特拉斯堡附近，然后在战争爆发时迁往德国。因此，贝尔蒂埃面对卡尔大公入侵时的反应非常胆怯，并且在误解了拿破仑的命令后，他将两个法国军留在了孤立的位置。因此，在战役的第一周，卡尔大公的入侵军团几乎不受干扰地推进并成功利用了法军部署不佳的优势。一切都从4月17日开始发生了变化，当时拿破仑亲自抵达前线并开始集中可用的部队迎接奥地利的进攻。但拿破仑还没来得及集中他的部队，卡尔就袭击了达武在托伊根-豪森被孤立的部队，但顽强的法国元帅击退了袭击者。战局随之开始逆转，拿破仑在阿本斯贝格打垮了奧軍的左翼，但他误判了战略形势，繼續追擊其認定的敵軍主力部队，並在蘭休特將敵軍驅過伊薩爾河。卡爾的主力部隊也在埃克米尔和雷根斯堡慘敗，奥地利开始节节败退，他们的左翼与主力的联系被法军切断。然而，卡尔大公最终成功地避免了决定性的失败，保留了一支战备部队，以应对拿破仑的下一步行动。

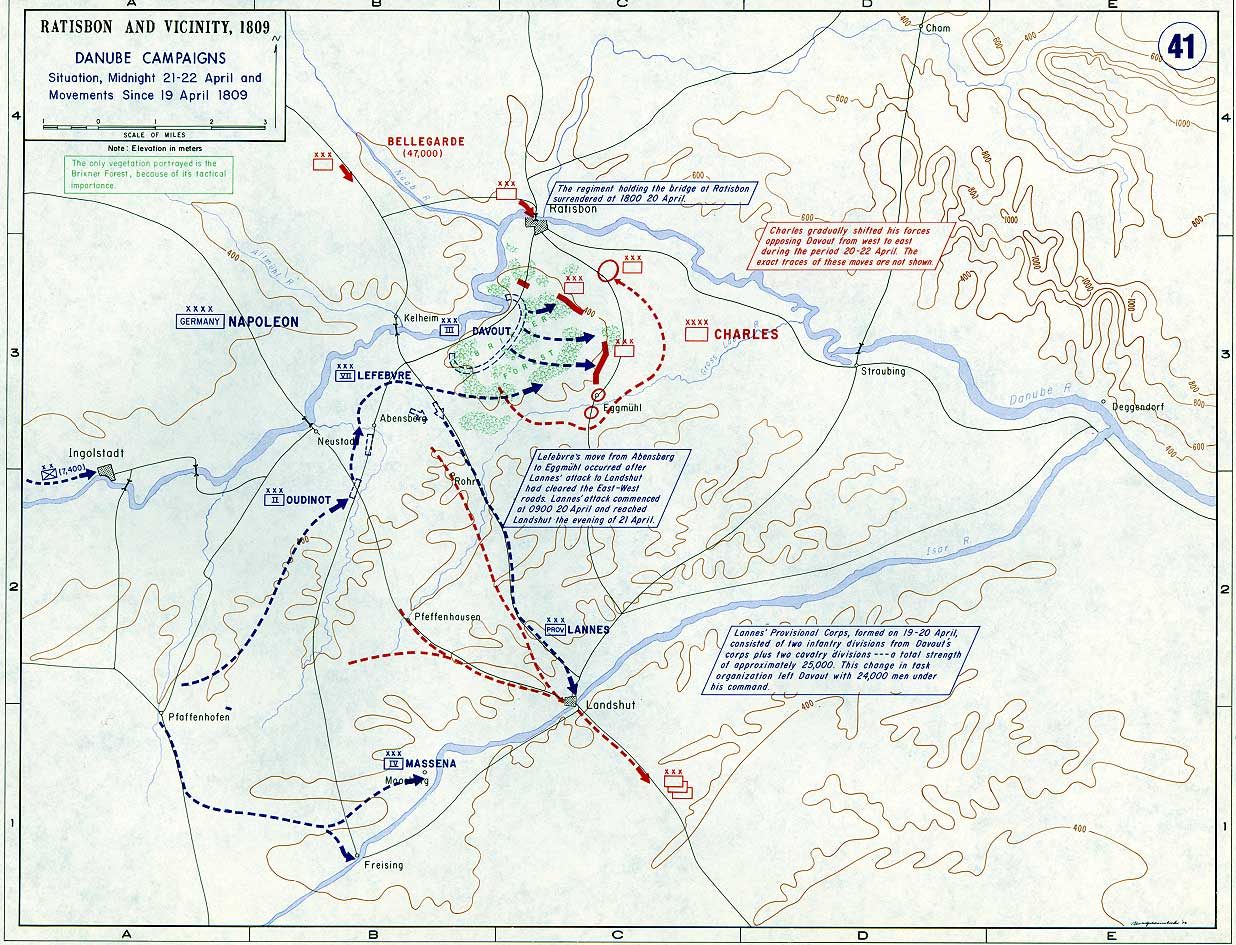
埃克米尔和雷根斯堡战役

卡尔的撤退给拿破仑留下了两个选择：在多瑙河以北追击被击败的奥地利军队，或者占领维也纳，后者现在被另一支奥军部队保护但并无防守的决心及能力。拿破仑此时一反常态，在先前的战役中，他曾多次表示任何战役的目的都是消灭敌人的主力军，但这一次他却选择了后者，并于5月12日占领敌国首都维也纳。法军此时才发现这座城市内战略要害多瑙河上的桥梁都已经被炸毁。由于拿破仑事先准备立即继续向北进攻，所以没有可用的桥梁是一个相当大的挫折。与此同时，卡尔将他剩余的大部分部队带到了靠近维也纳的多瑙河北岸，引诱拿破仑立即对奥军发起攻击。拿破仑最终选择让部队在仓促建造的脆弱浮桥上渡过多瑙河。法军的横渡引发了阿斯珀恩-埃斯灵战役，从5月21日开始；由于拿破仑无法及时让他的大部分军队加入战斗，奥地利军队在此役中只对阵了法国军队的一小部分。尽管如此，卡尔大公将法军击垮的尝试还是以失败告终，因为法军熟练地联合各兵种进行防御战，他们的骑兵在阻止奥地利军队进攻的方面发挥了至关重要的作用。战斗于5月22日早些时候重新开始，当时拿破仑获得了一些增援并决定进攻。法军的进攻相当成功，但拿破仑很快就收到了令人震惊的消息，即先前搭设的浮桥已经断裂，因此无法从南岸带来更多的增援和弹药，从而无法进行持久战。这促使拿破仑下令立即停止进攻，并分阶段撤退到多瑙河上的洛鲍岛。鉴于奥军人数众多且拥有压倒性的火力，还一心想抓住机会发动对法军的反攻，法军的撤退变得十分困难。包括近卫军在内的所有法军部队最终抵御了奥地利军队的凶猛进攻，到了夜幕降临时，法军安全地越过多瑙河。拿破仑在阿斯珀恩-埃斯灵战役中遭遇了他军旅生涯中第一次重大失败。

### 步入下一场大仗
|                                                   | 如果另一场战斗不可避免，那我就会再一次袭击法军，但你放心，我会将我们的伤亡降至最少。 |
| ——卡尔大公写给他的叔叔兼导师阿尔贝特·卡西米尔的信 |                                                                                      |

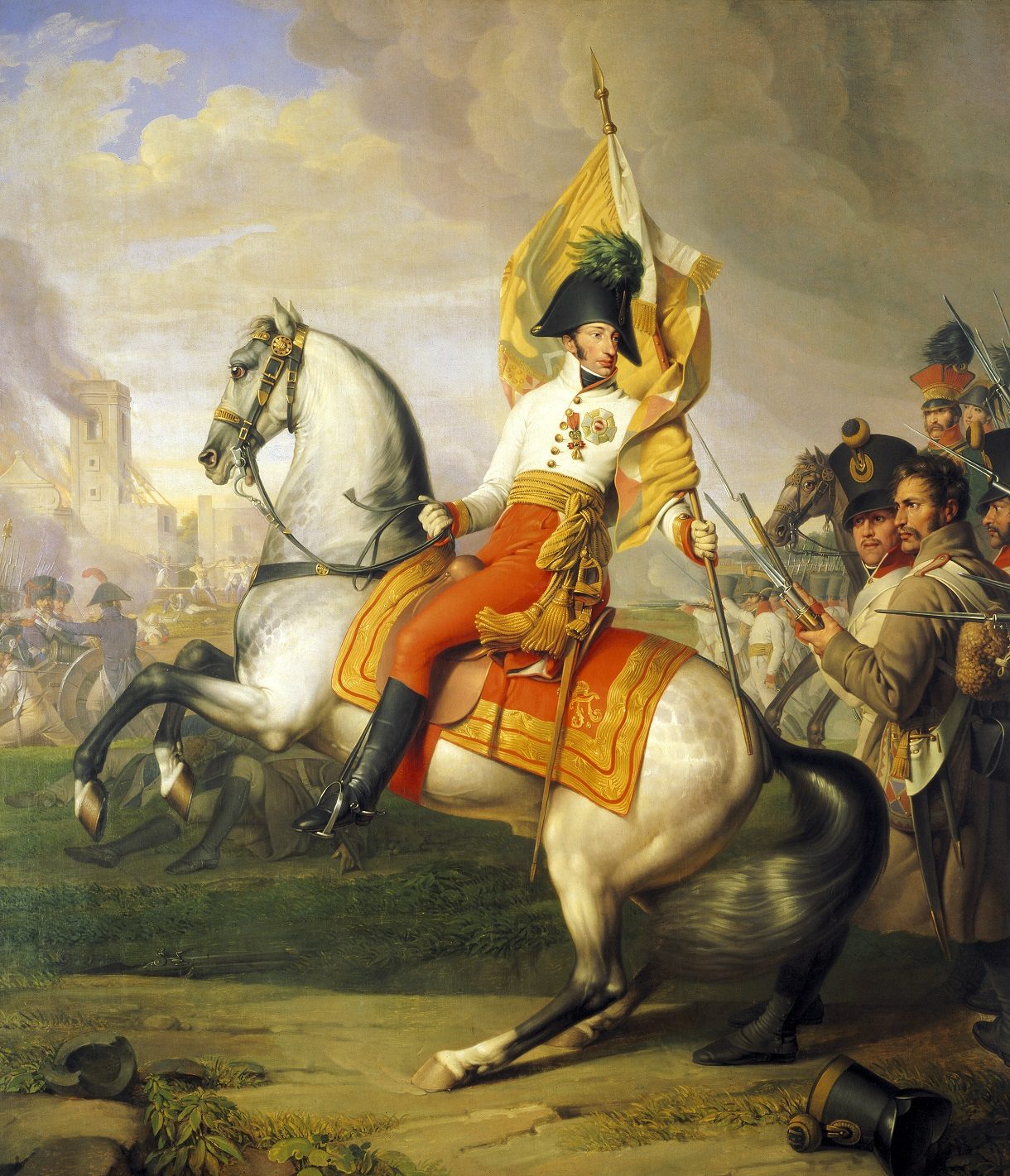
卡尔大公率领奥地利军队在阿斯珀恩-埃斯灵战役中取得胜利

阿斯珀恩-埃斯灵战役对双方来说代价都极其昂贵，双方共有大约43,000人伤亡，两军伤亡人数非常接近。对于奥地利人来说，阿斯珀恩-埃斯灵是一场代价高昂的胜利。至关重要的是，它提高了奥地利部队的整体士气，因为此战证明，尽管早期遭到了一连串失败，但奥地利军队仍然可以打很好的战斗。然而，在战斗结束后的几周内，卡尔大公开始怀疑他是否能够赢得这场战争。他对战斗的分析表明，他无法利用自己压倒性的人数优势，因此只能取得战术上的胜利，而不是战略上的。同样具有重要意义的是，尽管奥地利人试图宣扬他们对拿破仑的胜利，但其政治后果仍然有限：德国没有爆发全面起义的迹象，普鲁士仍然不愿参战，英国还没有准备好履行其承诺在北欧的入侵，而自1807年以来成为法国盟友的俄罗斯对加利西亚的奥地利军队变得越来越垂涎欲滴。因此，卡尔的怀疑源于他意识到奥地利在这场战争中获胜的战略先决条件都没有实现。他开始相信他的国家最好的选择是与拿破仑展开谈判，尽管他警告说“第一场战斗的失败是对君主制的死刑判决”，但他的兄弟弗朗茨皇帝一再拒绝考虑这个选择。
虽然是名义上的大元帅，且对整个奥地利军队拥有最高指挥权，但卡尔的地位不断受到他兄弟和宫廷主战派的削弱，他们在军事事务上直接与卡尔的参谋长温普芬和一些军指挥官直接沟通。来自前线源源不断的信息在高层政治圈中维持着好战的气氛以及对奥地利军事局势的错误乐观，这阻碍了卡尔让他的兄弟求和的行动。
因此，大公清楚地知道另一场战斗即将到来，尽管他仍然希望拿破仑本人可能会提出谈判。尽管在阿斯珀恩-埃斯灵之战之后，奥军普通士兵的士气还算平和，但奥地利高级指挥官的士气尤其糟糕，卡尔对另一场战斗的准备不够充足则进一步削弱了他们对卡尔指挥的信心。其中一位高级将领、奥地利第六军指挥官约翰·冯·希勒（Johann von Hiller）公开批评卡尔的战略，并于7月4日在瓦格拉姆战役前夕以健康原因为借口辞职。但实际上，卡尔大公确实为重建他的军队做出了相当大的努力，尽管援军的到来缓慢，但到6月底，卡尔指挥的奥地利军队再次接近满编。总的来说，卡尔大公很清楚他没有任何能力来发起任何进攻行动，所以他立即驳回了对洛鲍岛上的法国基地进行任何袭击的建议。另一个绕到法军后方进行突袭的计划也被驳回，因为参谋长温普芬指出这样的计划将使波希米亚这个仍然在奥地利帝国控制下最富有的省份被法国占领。到6月底，卡尔大公仍然希望拿破仑选择与其谈判，后者通过一系列诡计助长了这种误解。如果真的发生战斗，卡尔打算继续进行防守，因此他的行动取决于敌人的行动。作为哈布斯堡家族的一员，卡尔大公认为军队是一种宝贵的工具，旨在保护君主制的存在。因此，他是一位谨慎的指挥官，从不会冒风险来获得决定性的胜利，他在六月底写信给他的叔叔兼导师、萨克森的阿尔伯特亲王时重申了这一承诺，声明说，如果另一场战斗不可避免，他将“对法国人再打一次”，但“不冒任何风险或尽可能少冒风险”。尽管他认为奥地利需要取得重大胜利才能扭转战局，但他相信再次与拿破仑的战斗的话，结果非常不乐观。

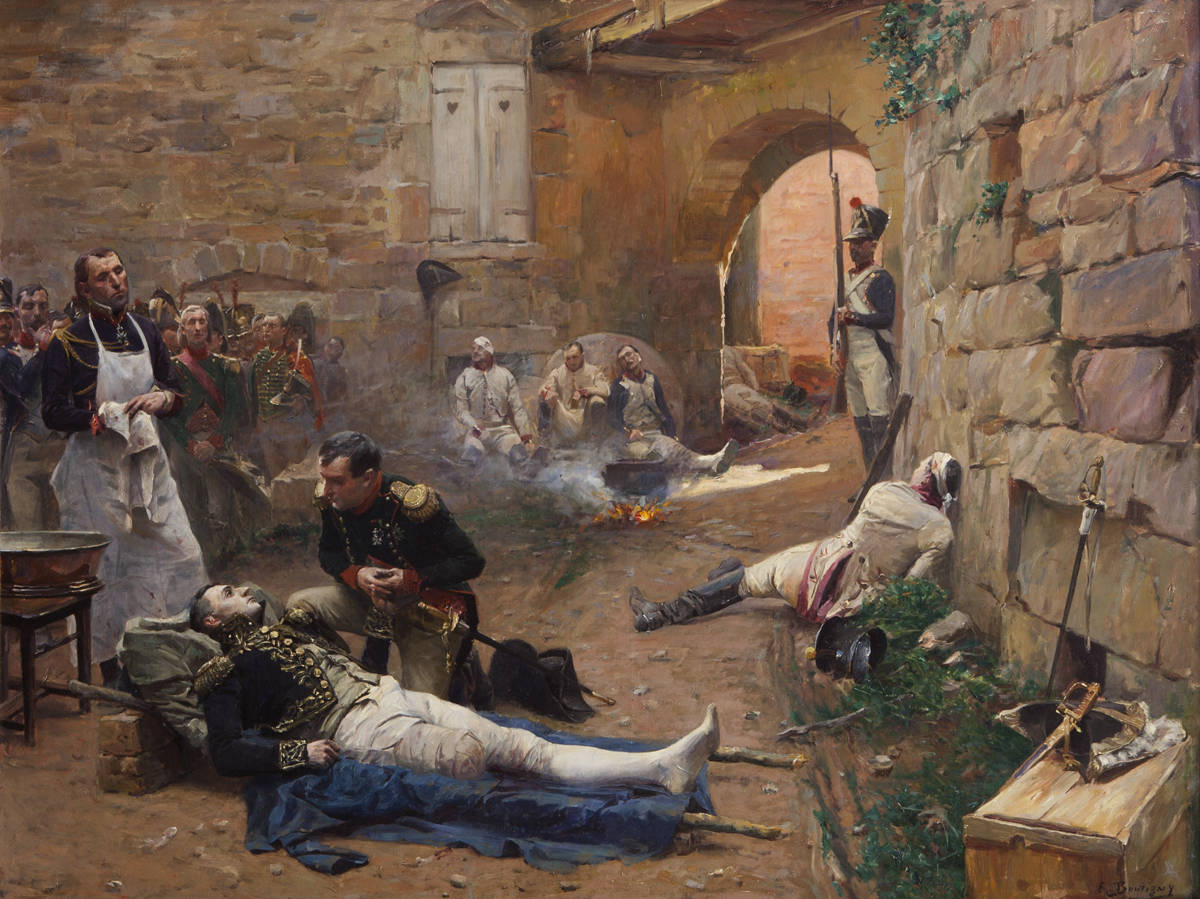
拿破仑与让·拉纳元帅。作为拿破仑的私交之一，拉纳在阿斯珀恩-埃斯灵战役中受了重伤。战斗结束九天后，拉纳伤重不治去世

与此同时，在阿斯彭-埃斯灵战役后撤退到洛鲍岛的拿破仑知道他试图渡过多瑙河的尝试失败了，他对这次战役的失败程度感到震惊，以至于他在36小时内一反常态地无所作为。在恢复了动力之后，他的当务之急是改善他的军队的严峻形势，在多瑙河水位上涨后，法军状况非常糟糕，几乎被困在洛鲍岛上。拿破仑以一贯的态度监督士兵将洛鲍岛改造成一个巨大的军队基地。法国人为上一仗的20,000名伤员建造了临时的战地医院，以及仓库和营房，为众多的永久军事要塞提供庇护。一座安全的桥梁建成后，拿破仑将伤员和部分部队转移到岸上，但留下第四军驻守洛鲍岛。拿破仑并不打算放弃这个岛屿，因为他打算将其用作下一次进攻的跳板。他的下一个任务是重建军队。虽然法军的伤亡人数大致等于敌人的伤亡人数，但由于参战部队较少，拿破仑的一些营需要从头组建。法军尤其是军官的损失非常高，而且有些阵亡的军官难以被取代。让·拉纳是拿破仑最能干的指挥官之一，也是他的私人朋友，拉纳在阿斯珀恩-埃斯灵之战中受了重伤，于9天后死亡。另一个不可替代的损失是路易-樊尚-约瑟夫·圣伊莱尔将军，拿破仑在一个月前承诺要封其为帝国元帅，以表彰他在早期战役中的出色表现，但圣伊莱尔在元帅权杖从巴黎送到前线前就在阿斯珀恩-埃斯灵战役中阵亡。让-路易-布里吉特·伊斯班，另一位著名的法国将军在带领胸甲骑兵冲锋之时阵亡，军團的炮兵总司令尼古拉斯-玛丽·松吉斯·德·库尔邦病重，不得不在战后几周离开前线养病。尽管遭遇了所有这些挫折，法国军队及其军官仍然对拿破仑带领他们取得胜利的能力充满信心，士气依然高涨。这方面的证据出现在再一次横渡多瑙河的前几天，当时拿破仑最高级的军級指挥官安德烈·马塞纳元帅从马上摔倒，脚部严重受伤，导致他有一段时间无法骑马。与希勒的姿态形成鲜明对比的是，马塞纳虽然非常痛苦，但还是选择从一辆车上率领他的部下作战，并发誓要继续在前线指挥，这让拿破仑松了一口气。
拿破仑认为，在他尝试再次穿越多瑙河之前，他需要周密的计划和强大的军事力量。为了实现这一目标，他需要保护他在洛鲍岛上的基地。遵照皇帝的命令，炮兵指挥官松吉斯将军和他的继任者拉里波西耶尔将军在岛上安装了一个能容纳124门火炮的巨大炮台。法军还仔细侦察了多瑙河的海岸和小岛，并在战略位置安装了炮台，以掩护维也纳，但最重要的是让敌人猜测法军渡河的确切位置。此外，法军还需要一座可靠的桥梁。6月1日，法军工兵开始工作，贝特朗将军领导了大规模的军事工程，最终建造了从南岸到洛鲍岛的两座坚固的桥梁。补给和部队将通过这两座桥转移到岛上。贝特朗通过在上游建造栅栏来保护这些桥梁，以防止奥地利人使用任何浮动驳船将其摧毁。为了从该岛进军到北岸，法军还建造了一系列可旋转的桥梁和登陆艇。此外，法军还占领了多瑙河的军港并建造了更多的巡逻舰，这意味着他们在6月底几乎完全控制了这条河，这让拿破仑在7月2日的陆军公报中写道：“多瑙河作为一个障碍已经不复存在”。

## 第一天

### 序章
|                                                                      | 这场战斗将决定我们王朝的命运[...]我请求你迅速与我会合，带着你的部队加入我的左翼 |
| ——卡尔大公写给他的兄弟约翰大公的信，约翰大公指挥着一个次要的奥地利军 |                                                                                 |

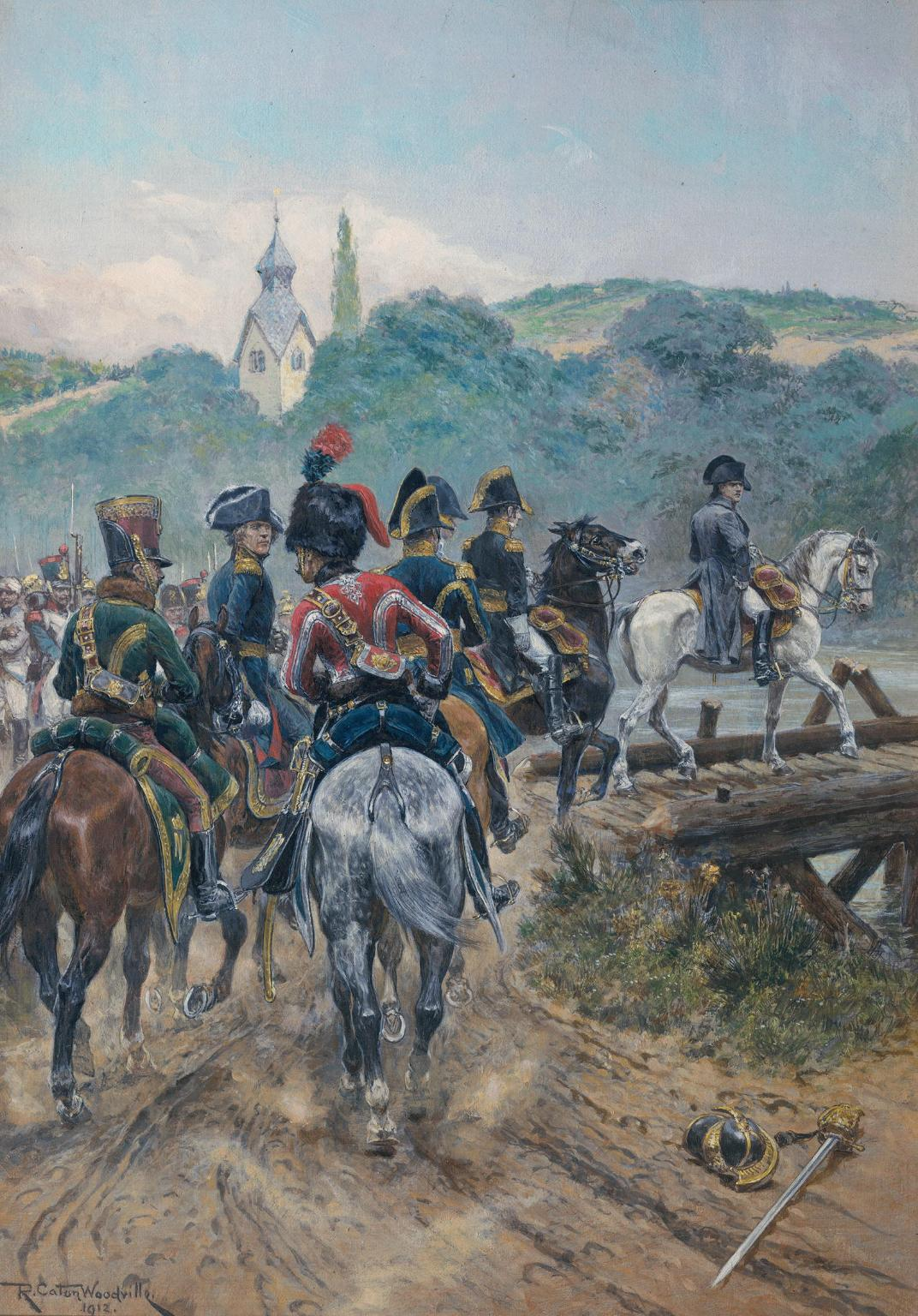
拿破仑通过桥梁前往洛鲍岛

奥地利最高指挥部非常了解法军在洛鲍岛上的准备工作，因此知道法军的下一次进攻将从那里开始。然而，卡尔大公不确定法国人将在哪里登陆，并与他的参谋们一起设想，登陆很可能从该岛的北部进行，登陆地点与阿斯珀恩-埃斯灵战役中法军的登陆地点大致相同。根据这个假设，卡尔在阿斯珀恩和大恩策斯多夫之间建造了16个防御堡垒。奇怪的是，他没有将土方工程沿河线向东南延伸，这意味着法军可以包抄这些防御工事。此外，这些堡垒并没有提供全方位的保护，一位奥地利观察家指出，只有土耳其人才会造出如此糟糕的土方工程。卡尔大公认为拿破仑将渡过洛鲍以北的想法似乎在7月2日得到证实，当时他收到消息称法国军队开始在那里渡河。奥军指挥官以为自己心中设想的战斗——5月底的战斗重演——即将实现，于是他迅速调动全军迎敌。然而，很快就发现那里的法军只是一个小分队，被派往前去攻占一个桥头堡。
7月3日，卡尔大公终于决定不在多瑙河附近与敌人作战，开始撤退到俯瞰马奇菲尔德的高地。这是一个重大的决定，因为这意味着早先在多瑙河畔部署的16个堡垒和在那里与法军作战的计划被放弃。卡尔大公占据了比桑贝格高地和鲁斯巴赫河后面的瓦格拉姆高原，分别覆盖了前往波希米亚和摩拉维亚的撤退路线，从而占据了良好的战略地位。虽然奥地利军队不够强大，无法巩固这两个阵地，也没有为新阵地提供土方，但人们认为，鉴于两个高度相互成角度，任何进攻的敌军都会发现自己处于两个高度之间，从而被奥军的交叉火力打击。在战术层面上，这种选择可能还有进一步的理由：多瑙河附近的破碎和树木繁茂的地形适合以开放式编队作战，但奥地利军队没有充分掌握这些阵型，而法军则擅长这种阵型。毫无疑问，这是奥地利人在阿斯珀恩-埃斯灵之战学到的惨痛教训之一。但最重要的是，谨慎的卡尔大公不愿意冒险将他的部队投入如此突出的位置，因为他知道如果奥军战败，他将很难摆脱追击的法军。他还计划不在马奇菲尔德的平坦平原上与敌人正面交锋，因为那里是一个理想的骑兵地形，而且数量上占优势的法军骑兵很快就会占上风。两个有影响力的参谋人员，温普芬和格伦纳，几周来一直在积极倡导这个方案，这一次卡尔终于默许了他们不与法军骑兵直接对抗的观点。

### 计划生变

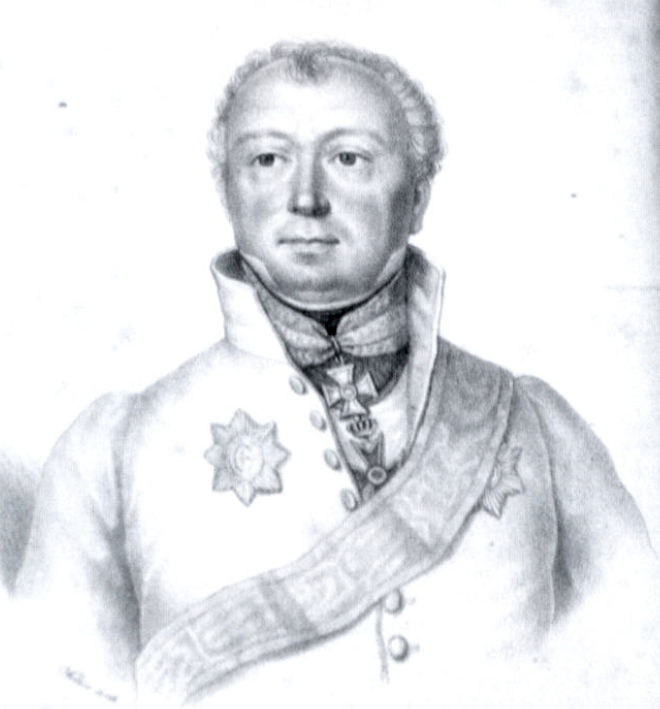
陆军参谋长马克西米利安·冯·温普芬在制定奥军作战计划方面具有一定影响力

7月4日，卡尔大公收到情报，法军已经削弱了他们在布拉迪斯拉发的阵地，这清楚地表明敌人将很快开始行动。7月4日上午7时，卡尔写信给此时正驻扎在布拉迪斯拉发附近的约翰大公。卡尔告诉约翰，战斗迫在眉睫，并且此役“将决定王朝的命运”，卡尔命令约翰向马尔谢格进军，以接近奥军主力，并补充说约翰应该丢下“所有包袱和障碍”全速行军。但碰巧的是，强雷暴延迟了消息的传递，23小时后约翰大公才收到这一指令。
直到7月4日晚间，卡尔大公才认真考虑法军从洛鲍岛北部以外其他地方登陆的可能性。当他最终考虑到这种情况时，卡尔仍然忠实于他早先的计划，不将他的部队移向河岸。相反，他计划让敌人进入马奇菲尔德，于是卡尔在岸边只留下先遣卫队和第六军，要求他们尽量推迟法军的部署，并在一定程度上给敌军造成混乱和伤亡，在袭击的同时逐渐向后撤退。与此同时，他计划将主力维持在瓦格拉姆高原自然坚固的阵地，其余部队则在比桑贝格高地更靠西的地方，这两个阵地一直是温普芬和格伦恩所青睐的。如果法国人试图攻击瓦格拉姆高原上的部队，那里的部队需要抵抗足够长的时间，以使卡尔与位于比桑贝格高地的部队一起向敌人的侧翼发起冲锋。相反，如果敌人袭击了比桑贝格高地的部队，瓦格拉姆高原的主力就会袭击敌人的侧翼。这个计划很好，但有两个主要缺陷。首先，它没有考虑到奥地利参谋部下达命令的缓慢速度，这损害了前线部队之间的协调。其次，它给先遣卫队和第六军留下了一个模糊的目标：如果卡尔想要在河岸阻击，那么这些部队战力不足，无法完成这样的任务；但是，如果目标只是短暂的抵抗，那么它们就的人数则过多，因此将大量奥军士兵不必要地暴露在危险之中。
与此同时，根据大军团参谋长路易·贝尔蒂埃提前制定的详细渡河计划，法军正准备渡河。拿破仑知道奥地利人在阿斯珀恩和大恩策斯多夫之间建立了防御工事，并计划越过这些阵地的东南方，然后包抄敌人的防御线。然而，这意味着法军需要在与敌人接触之前有更长的行军。7月4日，夜幕降临，在一场阻碍奥地利观察视野的猛烈雷暴掩护下，拿破仑下令开始渡河行动。

### 横渡多瑙河
|                                          | 渡河的部队没有一丝混乱的迹象，除了一两支跟错军的小分队。 |
| ——安托万-亨利·若米尼将军对法军渡河的评价 |                                                          |

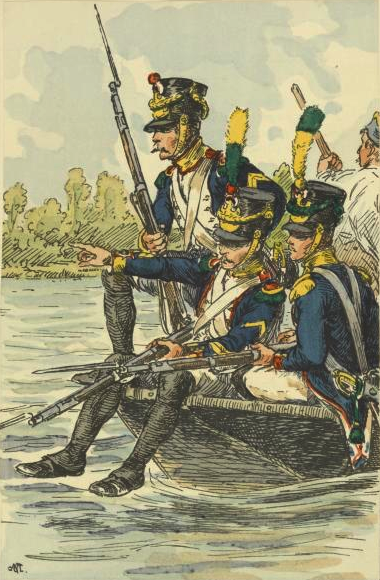
在渡河的第一阶段，法军大量使用了登陆艇

法军的一次进攻旨在占领洛鲍岛以东的战略汉塞尔-格伦德突出部，尼古拉·弗朗索瓦·康鲁将军领导的一个旅在22时前占领了该突出部。这使得法军可以部署三座可旋转的桥梁，这些桥梁是提前准备好的，乌迪诺第二军的其他部队开始穿过这些桥梁。与此同时，在更北的地方，马塞纳的侍从官圣夸尔上校让1,500名第四军的士兵使用登陆艇渡河，登陆艇的登陆没有遇到敌军任何抵抗。安放浮桥的工兵随后开始工作，并充分利用水流，在不超过五分钟的时间内在多瑙河上架设了另一座桥梁。这使得马塞纳的师开始从桥上过河，而由克劳德·罗格朗将军指挥的师自7月2日起就已经在北岸，并开始向阿斯珀恩和埃斯灵进行了佯攻，以转移奥地利人的注意力。其他几座桥梁于凌晨2时架设完成，允许大部分第二和第三军及其各自的炮兵、骑兵和辎重车渡河。7月5日黎明后，拿破仑命令工兵建造三座额外的桥梁，当时大军团的大部分已经过河，战斗也已经开始。
当法国人在洛鲍岛以东渡河时，距离最近的一支奥地利军队是阿尔芒·冯·诺德曼将军的先遣卫队，他们被留在该地区以延缓敌人的前进。诺德曼的人在洛鲍岛上面临着来自法国炮台的大规模炮击，随着越来越多的法军登陆，诺德曼别无选择，只能向北转，在萨克森冈城堡和大恩策斯多夫留下分遣队。在军团的大部分士兵登陆后，乌迪诺和他的第二军接近了萨克森冈城堡，并遇到了它的防御者：两个奥地利营和几门小口径大炮。法军选择不猛攻该阵地，而是推出他们的榴弹炮，通过炮击使奥军屈服。奥军在此处的抵抗是短暂的，驻军在早上8点前投降。再往北，马塞纳指挥他的师直接前往战略村庄大恩策斯多夫，诺德曼的其余后卫部队，两个营的奥地利士兵，驻扎在那里。村庄本身构成了一个坚固的防御阵地，拿破仑亲自前往观看，注意到这个阵地足够稳固，可能会推迟第四军在马奇菲尔德平原上的部署。皇帝因此命令他在洛鲍岛上的重型炮台，包括22门重型16磅炮、14门迫击炮和10门榴弹炮，一起轰炸该村庄。法军总共向大恩策斯多夫发射了大约1,000发炮弹，村庄很快就被火焰吞没。奥地利第六的指挥官克勒瑙中将的部队也在附近，他此时也奉命延缓法军的进攻，于是他试图解救守军，但奥军的援救行动被法军第四军雅各布·弗朗索瓦·马鲁拉兹（Jacob François Marulaz）的法国骑兵制止。由于村庄的守军现在被切断并且阵地四周都成为火海，法军第46线列步兵团冲进了奥军的阵地，俘虏了大约400名奥军士兵。再往西，让·布德将军指挥的师向埃斯灵村进发，该村迅速落入法国人手中，过程中没有太多抵抗。到了上午10时，拿破仑很高兴地注意到桥头堡已经完全稳固，所有敌人试图摧毁桥梁的企图都失败了。事实上，所有奥地利试图通过在阿斯珀恩-埃斯灵战役中使用过的手段来摧毁桥梁的所有尝试——向下游发送驳船或树木来撞击桥梁——在7月5日全部失败，因为法国舰队完全控制了河流。这使得拿破仑的大部分军队能够以极快的速度和绝对安全的方式到达多瑙河的北岸。

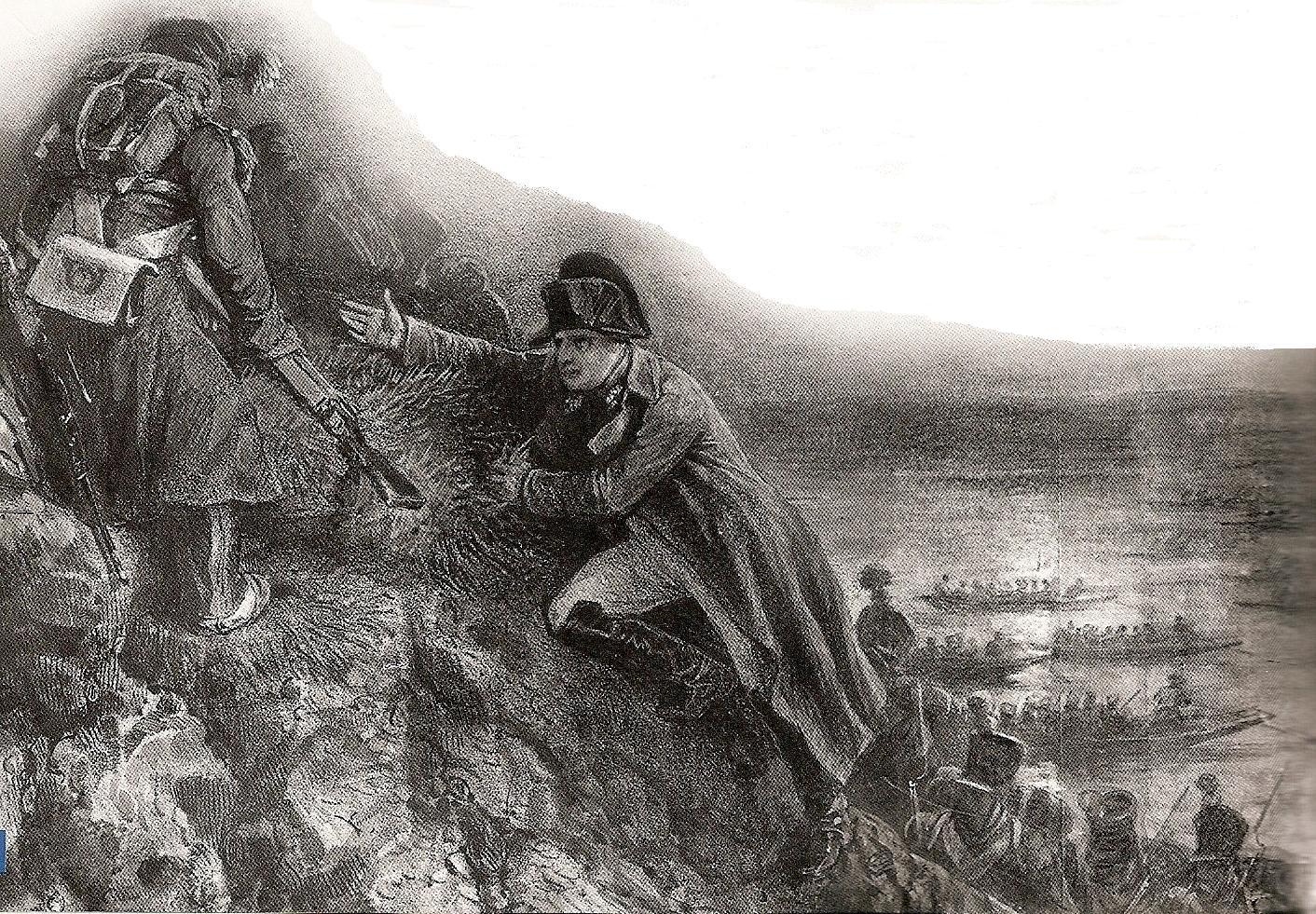
拿破仑密切监督着法军的登陆行动

卡尔大公现在很清楚拿破仑的意图，但却仍选择坚持他的计划，不在平坦的马奇费尔德平原上进行战斗，在那里，优秀的法国骑兵会给拿破仑带来明显的优势。因此，卡尔没有采取任何行动来支援他的两个前锋部队，而是看着诺德曼逐渐向北撤退，克勒瑙的部队撤退到西北方向。与此同时，拿破仑可以在没有遇到抵抗的情况下向北推进，进入马奇菲尔德平原，在那里他将有足够的空间部署他的部队。法军以营作为单位前进，他们的前线由左边的马塞纳军、中间的乌迪诺和右边的达武组成，各自的军骑兵掩护侧翼。到了中午，法国人已经进入了马奇菲尔德。

### 马希费尔德的冲突
随着法军成功地向前推进，诺德曼将军的奥地利先遣卫队在克勒瑙将军第六军的支持下，全部25,000名步兵逐渐向北撤退。奥地利步兵集结成群，因为这种阵型在抵御骑兵方面非常有效，但其紧凑的行列使其极易受到炮火的攻击。随着法军的大炮接连开火，奥军的伤亡人数开始以惊人的速度增加，诺德曼的步兵，最初有12,000人，在向大霍芬撤退时特别容易受到炮火的攻击。此外，到下午1点，诺德曼非常担心法军骑兵可能会将他与军队的其余部分分割歼灭。卡尔大公看到他的先遣部队处境危险，命令列支敦士登亲王率领五个骑兵团营救这些步兵。列支敦士登亲王带着他的骑兵中队迅速向东移动，到达了格林岑多夫附近，但随后仍然处于被动状态，而现在在那里拥有众多联合兵种的法军能够不受干扰地继续前进。奥地利人第一次试图减缓法国人的猛攻是在下午3时，当时列支敦士登亲王和诺德曼试图组织一次联合反击行动，但他们很快就放弃了，因为他们意识到面前有数个法军步兵师以及来自达武元帅第三军的三个骑兵师。奥军选择撤退，让达武可以自由地将他的手下安置在格林岑多夫和拉斯多夫之间，从而拉近了与第二军的距离。

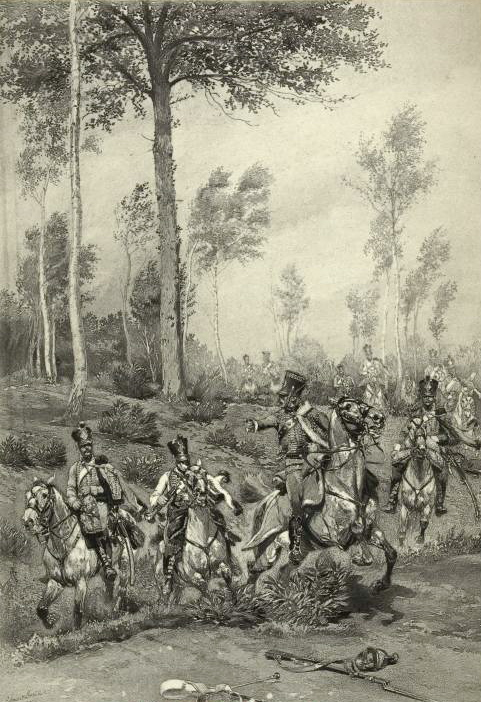
执行侦察任务的法国骠骑兵。在7月5日早些时候成功越过多瑙河后，法军骑兵在步兵纵队前进之前就开始了侦察任务

再往西，贝尔纳多特元帅的第九军一直在稳步推进，第二军在他们的右边推进，但当诺德曼的奥地利部队决定占据阵地进行反击时，法军开始遇到一定程度的抵抗。奥军抵抗法军的部队有一个旅，并且很快得到奥军第13弗拉赫-伊利里亚步兵团和第46步兵团的增援。贝尔纳多特则派出第5轻步兵团的两个营，法军成功地击退了奥军，让贝尔纳多特的其他部队继续向阿德克拉推进。接近17时，为了保护在阿德克拉的重要阵地，奥地利士兵与罗素·德赫巴尔将军的旅一起发起了骑兵攻击。这个重骑兵旅约有1,000人，部署在两条战线上，左边是第3胸甲骑兵团，右边是第2胸甲骑兵团。德赫巴尔突然被贝尔纳多特军的萨克森骑兵团的400名骑兵拦截，因为奥军骑兵在无人支援的情况下鲁莽前进。德赫巴尔的胸甲骑兵选择直面敌军的冲锋，并在30米的距离使用手枪齐射击退了萨克森骑兵。这种做法对于当时的骑兵战术来说是非常不寻常的，但在这种情况下它非常有效，萨克森骑兵被击退了。萨克森人随后将他们的大部分骑兵组成梯队，并由右翼领导。德赫巴尔再次选择用手枪齐射迎接他们，但这一次萨克森人设法保持了冲锋的动力并冲进了奥地利胸甲骑兵阵线。几分钟后，德赫巴尔的奥地利骑兵被击退并被追击，直到他们被莱德勒的胸甲骑兵旅营救。在这次骑兵行动之后，列支敦士登王子认为他失去了太多人而没有取得战果，因此将他的大部分部队撤回到瓦格拉姆-格拉斯多夫防线后面的安全地带，在马克格拉夫留下五个骑兵团与第四军一起防守。
与此同时，诺德曼的缓慢撤退让同样处于前沿阵地的克勒瑙第六军能够巧妙地向西撤退，几乎没有损失。与此形成鲜明对比的是，诺德曼的先遣卫队损失惨重，其最初的12,000名步兵减员到只剩6,000名能够继续作战的士兵。这种异常高的伤亡率是由于诺德曼的部队处于一个危险的地方，并且在那里呆了太久。此外，诺德曼几乎没有得到任何骑兵的保护。在经过精心领导和坚决的分阶段撤退后，诺德曼设法解救了他支离破碎的部队，到达了相对安全的马克格拉夫内西德尔镇。先遣卫队在战斗的剩余阶段继续作为一支可用的战斗部队存在，因此他们被编入奥地利第四军，守卫着奥地利的左翼。奥地利军队现在部署在一个非常宽的阵线上，最右边是克勒瑙的第六军，然后是中间位置的科洛拉特的第三军，位于中央位置的是霍亨索伦的第二军和贝勒加德的第一军，而罗森伯格的第四军则防守奥地利左侧。列支敦士登的预备掷弹兵师排在第二线，骑兵预备队位于瓦格拉姆村旁边的中心位置。
在奥地利人对面的法军设法在18时前完成全面部署。从左到右，法国军队包括：马塞纳的第四军，覆盖多瑙河和苏森布伦之间的广阔区域，贝尔纳多特的第十一军（杜帕斯师）在阿德克拉附近，中央是欧仁·德·博阿尔内“意大利军團” ，而乌迪诺的第二军部署在鲍默斯多夫的对面，而达武的第三军则继续向东延伸法国防线，越过格林岑多夫。其余的法国和盟军部队，包括帝国卫队和贝西埃尔元帅骑兵预备队，都在第二线。拿破仑的战略位置很好，因为他处于中锋位置，而且阵线比他的对手要短得多。

### 夜间攻势
|                 | 失去的阵地可以夺回，但浪费的时间不行。 |
| ——拿破仑·波拿巴 |                                        |

在成功渡过多瑙河并将他的军队部署在马希费尔德平原之后，拿破仑实现了他当天的主要战略目标。然而，到了18时左右，可能是对第一次交战的结果不满意，或者是担心敌人在黑暗的掩护下撤退，拿破仑开始下令立即进攻。在仍有日照的情况下，拿破仑本人从不浪费时间，此时奥地利的右翼与主力部队脱节且约翰大公的军队仍然没有抵达战场，所以给了法军一个进攻的时机。此次进攻也是为了探查敌人的实力和决心，因为拿破仑并不知道自己面前究竟有多少奥地利士兵。进攻将在瓦格拉姆和马克格拉夫内西德尔之间的宽阔战线上针对鲁斯巴赫防线进行，贝尔纳多特、欧仁、乌迪诺和达武都充当前锋。尽管如此，法军士兵都非常疲倦，最困难的任务被分配给了一些最弱的部队，即贝尔纳多特军和乌迪诺军。此外，在拿破仑下令立即进攻的情况下，法军总参谋部未能及时将命令传达给下级指挥官，导致各部队未能同时展开行动。
19时到19时30分之间的炮击象征着法军进攻的开始，乌迪诺派第二军的一部分对抗霍亨索伦亲王领导下的奥地利第二军。奥地利守军为应对法军的进攻做好了准备：霍亨索伦将他的手下部署成两条线，阵前有散兵掩护，并占据了一个天然坚固的阵地，该阵地已被土方加固。奥地利军还部署了68门火炮。尽管如此，在一个步兵师的带领下，法军还是成功到达了一个叫鲍默尔多夫的小村庄。这个村庄由不超过30间木屋和一座桥组成，并且很快就在法国的大炮轰炸中起火。尽管阵地被大火笼罩，但奥地利第8猎兵团和一个志愿兵营仍在坚守阵地。由于法军的先锋步兵师无法攻占该阵地，乌迪诺率领他的一些精锐部队在村庄右侧发动了侧翼攻击：法军第57线列步兵团和第10轻步兵团参与了此次进攻。第57团从东面英勇地袭击了村庄并占领了一座房屋，但该团的攻势停滞不前。与此同时，第10轻步兵团在下游越过悬崖下方的沼泽地后，开始向斜坡上行。当该团向村子进发时，他们首先遭到了猛烈的炮火攻击，然后奥军的一个旅向这些法军士兵进行了一轮火枪齐射。这扰乱了法军的队伍，士气开始动摇，当法军士兵看到霍亨索伦亲王亲自率领500名骑兵向他们发起进攻时，第10轻步兵团惊慌失措地逃跑，第57线列步兵团也紧随其后。在无序撤退之后，两个团在进入帝国卫队的防线后停下并重新整编，朝着拉斯多夫方向前进。此时已经是晚上8点多了，夜幕降临，乌迪诺的部队在此次进攻中被击退，损失惨重。

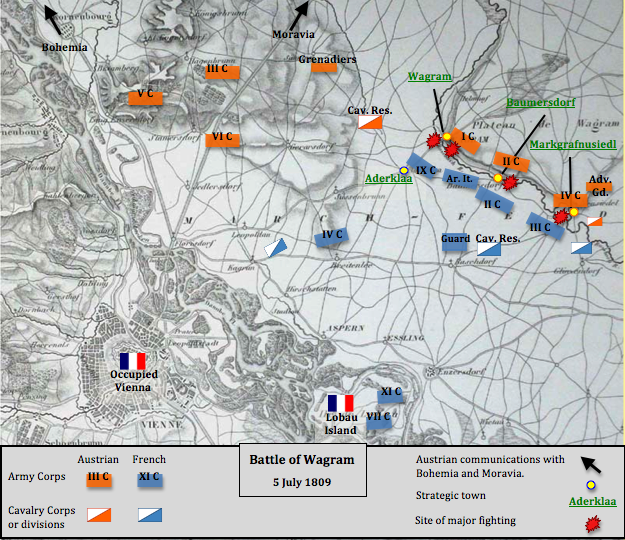
7月5日晚间的进攻包括法国“意大利军团”、第二、三和九军对奥地利第一、二和四军的进攻行动

当乌迪诺在西部的鲍默斯多夫与霍亨索伦交战时，法国“意大利军團”中第五军的司令雅克·麦克唐纳将军在瓦格拉姆高原发起了进攻。随着鲍默斯多夫村燃起烈火，微弱的东风意味着法国军队的前进路线被浓烟掩盖。皮埃尔-路易·杜帕斯将军的师，暂时隶属于“意大利軍團”，率先发动了这次进攻，他的部队碰巧在奥地利第一军和第二军的阵地之间穿行，因此可以不受干扰地从东部向瓦格拉姆推进。杜帕斯将军的小型法国-萨克森步兵师在瓦格拉姆袭击了德博洛维奇的奥地利师，法军很快就得到了由麦克唐纳亲自领导的一个步兵师的支持，而来自保罗·格奈尔第六军的3个师也前来支援进攻的法军部队。看到法军的进攻，奥地利炮兵们惊慌失措，放弃了他们的火炮，奥地利第35和第47步兵团在一些混乱中撤退。奥军第一军军长贝勒加德将军选择亲自干预，试图打击法军的侧翼，此时由于战场上的浓烟，法军士兵的前进也步履蹒跚。随着能见度的降低，法军士兵误把他们萨克森盟友的白色制服看成奥军的制服，认为萨克森盟军是奥地利人并迅速向他们开火，这引发了萨克森人的撤退。奥地利方面，卡尔大公亲自到场重建秩序，奥地利人的士气高涨，第42步兵团与霍亨索伦的黑森-洪堡膘骑兵（Hessen-Homburg Hussars）联合发起猛烈进攻，并击退了法军，法军士兵被迫退回原先的位置。贝勒加德的出色机动和卡尔大公的积极干预确保了一次完全成功的反击，并避免了事态发展成对奥地利军队来说危险的局面。在他们对面，伤亡惨重的萨克森人和法国军队都在完全混乱的撤退中，法军在拉斯多夫才开始重整军队。
在西边，指挥萨克森第九军的贝尔纳多特正准备发起自己的进攻，计划从西边攻击瓦格拉姆的奥地利守军。但这次袭击被推迟了，因为贝尔纳多特不得不等待泽施维茨师的到来，在21时左右，萨克森人向村庄移动。当一个萨克森旅接近奥军阵地时，他们立即遭到来自奥地利守军、第17步兵团和第2猎兵团的两个营的持续火枪射击，但萨克森人继续推进并进入了村庄。当到达村庄教堂附近时，萨克森人被奥军第17步兵团的第三营阻击，导致攻击失败，萨克森人被迫在附近的建筑物中避难。片刻后，另一个萨克森旅和马克西米利安亲王的团一起前来支援，但这些部队在穿越鲁斯巴赫时已经非常混乱，进入村子里烟雾缭绕的街道时，他们也失去了目标。由于烟雾大大降低了能见度，瓦格拉姆的局势很快变得混乱，因为里面的所有部队都说德语，而且除了奥地利猎兵之外，所有人都穿着白色制服。因此，出现了几次萨克森军队互相开火的情况。局势在22点30分开始恶化，当哈蒂斯少将带领另一支萨克森军队进入战场时，事先没有人告知他友军已经在村子里。于是当他准备进攻时，他看到大量穿白色制服的人，于是他立即命令他的手下开火，随后进行了几分钟的交火和肉搏战，然后才发现这些人实际上是萨克森友军。这一偶然事件对这次袭击产生了重大影响，因为村子里的萨克森人都认为自己已经被包围，于是立即崩溃并无序地撤退。第九军的萨克森军队现在士气低到谷底，任何试图在晚上23点前重新集结或整军的尝试都失败了。
法国右翼的达武第三军发动了最后一次法军进攻。就像贝尔纳多特的行动一样，这次行动开始的时间比预期晚，接近晚上21时，达武的士兵在经过一天的行军和战斗后非常疲倦。法军在这一区域的目标是攻击在马克格拉夫诺伊锡德尔的奥军阵地，该阵地已被土方加固，并由奥地利第四军的部队进行防守。在短暂的炮击之后，达武派弗里安特和莫兰德将军带两个师穿过鲁斯巴赫，从东部展开侧翼攻击，而他的另外两个师，在古丁和普托德将军的指挥下，被命令通过大霍芬村进行正面攻击。达武还派出一部分骑兵为步兵进攻开辟道路，的奥地利骑兵迅速击退了些匹军骑兵马。意识到他的行动是徒劳的，达于 2 时取了的步兵进的命令攻，只留下他火炮炮与军的火炮手交火   达武提早取的倡议引发了事后后的、也许是毫无根据的评。

### 漫漫长夜
|            | 面对如此强大的对手，我们唯一取胜的机会就是日出时分发起奇袭。 |
| ——卡尔大公 |                                                              |

到了23时，战斗完全平息，两军的指挥官都在各自的指挥部，也都意识到第二天将是决定战斗胜负的关键。与此同时，随着一个极其寒冷的夜晚来临，双方士兵在休息和吃饭时点燃了篝火来取暖。
那天深夜，法国各军的指挥官在拉斯多夫的总指挥部聚集；只有贝尔纳多特缺席，因为他仍在集结被击溃的萨克森步兵。拿破仑知道他在晚上的袭击中遭受了巨大的损失。并且他试图快速突破奥军阵地的尝试失败了。多达11,000名法军和盟军退出了战斗序列，包括第六军司令保羅·格勒尼耶，他的手在战斗中被打断了，导致无法参加第二天的行动。尽管遇到了这些挫折，但拿破仑还是设法破解了敌军的战略，确定卡尔大公已经准备好在他目前的位置上进行战斗。在第二天的战斗中，拿破仑计划对敌军的左翼进行一次主攻，这将由强大的达武第三军进行，达武需要在鲁斯巴赫溪流后面的高原上攻击敌人，突袭战略村庄马克格拉夫诺伊锡德尔然后荡平敌军的侧翼。这样的行动如果成功，将摧毁其他奥地利军在瓦格拉姆高原上的阵地，并将迫使奥军向西北方向撤退，远离任何潜在的奥地利增援部队。拿破仑还计划让他的第二军和第九军以及“意大利军”发动二次进攻，以防止奥地利人向其左翼增援。为了缩短和巩固他的战线，拿破仑还下令第四军的大部分向第九军集结地阿德克拉靠近，第四军于凌晨2时前进入新的阵地。这意味着在阿斯珀恩只剩下一个师，负责保卫与洛鲍岛军事基地的通讯线路。帝国卫队、骑兵预备队和拿破仑期待的增援部队将组成法军的预备队。

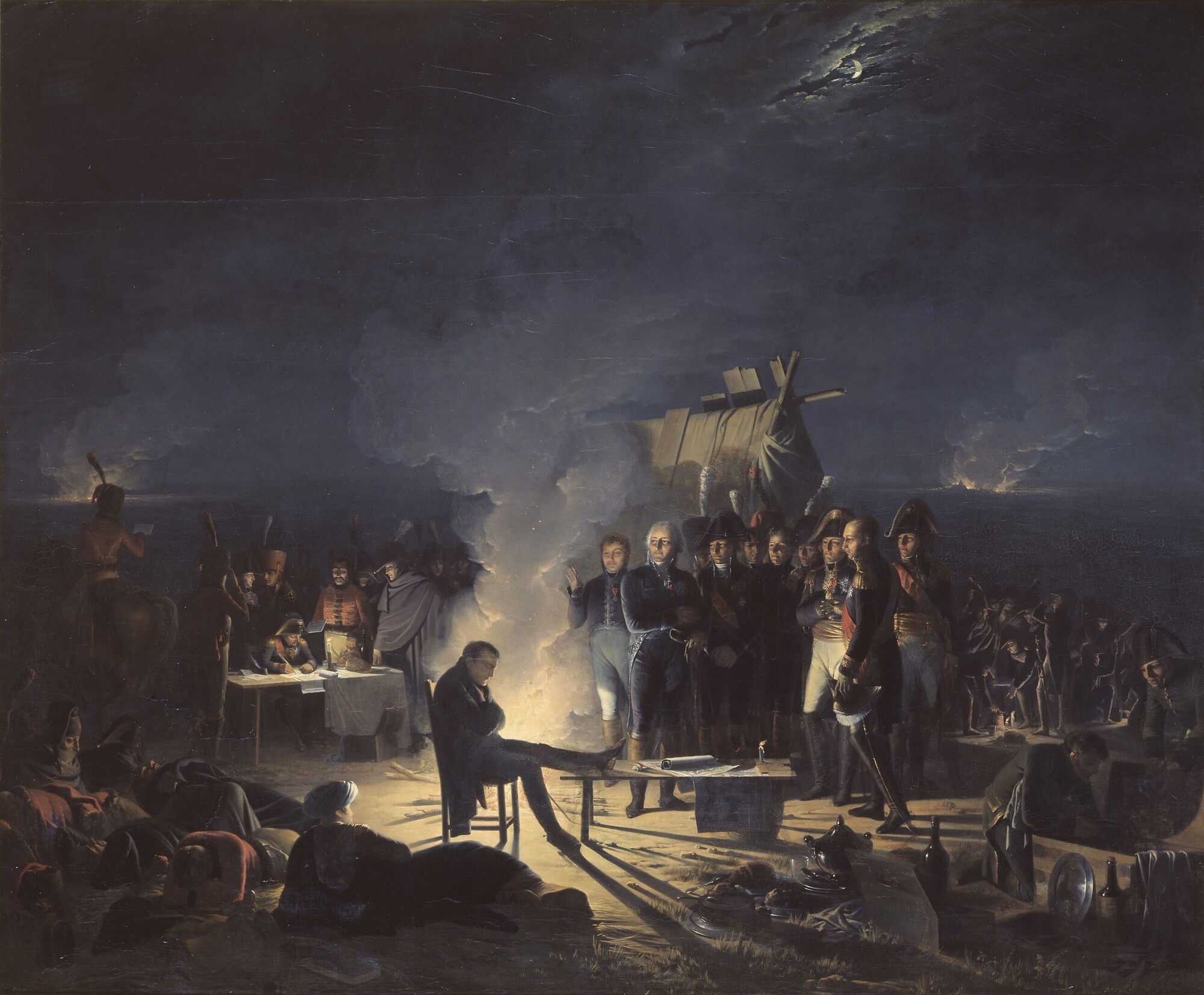
在第一天的战斗之后，拿破仑与他的高级将领们开会

会议结束后，拿破仑要求达武留下来，两人花了很长时间计划达武对马克格拉夫诺伊锡德尔要塞艰难而复杂的进攻，拿破仑认为这一行动对即将到来的战斗具有决定性意义。拿破仑希望更多部队可以抵达：马尔蒙指挥的法国第十一军，“意大利军”布鲁西尔和帕克托将军的两个师，以及当晚接近战场的巴伐利亚部队。这些增援部队使法国和盟军的步兵人数增加至140,500人，骑兵人数增加至28,000人，火炮共488门，另外还有8,500人和129门火炮作为驻军留在洛鲍岛。
卡尔大公也在他位于德意志瓦格拉姆的总部计划第二天的战斗。卡尔虽然在战斗的关键时刻亲自指挥一个团时已经筋疲力尽，而且在战斗中受了轻伤，但总的来说他对第一天的战斗结果很满意。尽管冯·诺德曼的先遣卫队损失惨重（损失大约6,000名步兵），但奥地利军队的其他编队几乎完好无损。卡尔可能注意到，虽然敌人以惊人的速度成功地部署在马奇菲尔德平原上，但一切都在按奥军的计划进行，总体而言，奥军在第一日的战斗非常出色。卡尔认为他最好的选择是采取主动，正如他后来所写的那样：“唯一成功的机会即在天亮时从突然发起袭击”。凌晨4时对法军阵地发起全面进攻的命令在午夜左右发出，卡尔的意图是利用他更长的战线（约18公里长，法军的阵线只有10公里长）使敌人陷入双重包围中。为此，奥地利第六军奉命向阿斯珀恩推进，第三军的新部队在他们的左边，穿过莱奥波尔多向布赖滕利移动，掷弹兵预备队将穿过苏森布伦。这三个军也被命令保持一致，骑兵预备队被命令在苏森布伦和阿德克拉之间占据阵地。奥地利第一军将撤出瓦格拉姆并沿罗森巴赫前进，第二军被命令留在原地，以避免造成拥堵，并为前线军队提供炮兵支援。在奥军左翼的第四军，现在附有先遣卫队，将向法国第三军发起进攻，而且卡尔大公预计约翰大公的“内奥地利军”将及时从普雷斯堡抵达战场以支援这次进攻。此役中，奥军不会留下战斗预备队，只剩下罗伊斯亲王规模较小的第五军作为战略预备队，以监视多瑙河和保护通往波希米亚和摩拉维亚的重要路线，一旦需要撤退的话就可以派上用场。
奥地利各军之间的协调对于该计划的成功至关重要，但这是奥地利军队指挥系统在过去的战斗中一再未能实现的目标。结果，距离奥军司令部最远的第六军和第三军直到凌晨三点才接到命令，比别人晚了两个小时。考虑到这些部队为了与敌人接触而必须行进的距离很远，两名军指挥官很清楚，他们无法按照命令在4点进行攻击。卡尔大公也期待着增援的到来，在他的计划中，由他的兄弟约翰大公领导的“内奥地利军”的13,000名士兵在对法国右翼的进攻方面将发挥至关重要的作用。虽然卡尔认为他的兄弟随时都应该到达战场，但后者实际上在当晚1时左右才出发，需要行军40公里才能到达战场。如果不算约翰大公的部队，奥地利人在第二天的战斗中只有113,500名步兵、14,600名骑兵和414门火炮。

## 第二天

### 罗森伯格的进攻
罗森伯格王子的部队位于奥地利军队的左侧，在战略要地马克格拉夫诺伊锡德尔及其周围。罗森伯格王子指挥着奥地利第四军的18,140名士兵和60门火炮。此外，他的部队中还包括了在第一天饱受打击的先遣卫队，由诺德曼将军指挥，此时只剩下大约6,000名步兵和一个骑兵师的3,120名骑兵。罗森伯格在接到命令后开始组织他的进攻，他将第四军编成三个大纵队，阵线前往有一个前卫部队。第一纵队由黑森-洪堡旅组成，下辖6个营，直指大霍芬村。第二纵队有16个营（12个正规军营和4个志愿兵营），奉命前往格林岑多夫。前卫部队由拉德茨领导，下辖10个步兵营和10个骑兵中队。第三纵队由诺斯蒂茨将军指挥，由30个骑兵中队组成，负责包抄法军，向利奥波兹多夫进发。正如命令所说，罗森伯格的部队在4点前开始行动，罗森伯格指示他的指挥官在前进时保持静默，但尽管如此，他的部队还是在一些混乱和嘈杂的情况下前进。

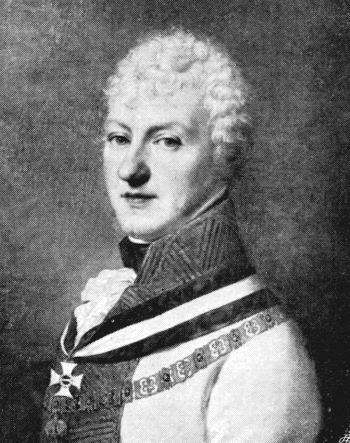
在瓦格拉姆战役中，47岁的罗森伯格亲王指挥着奥地利第四军

罗森伯格王子的对手是法国第三军，是法国军队中最优秀的軍級部隊，由达武元帅指挥。达武指挥着31,600名步兵（4个步兵师）、6,200名骑兵（3个骑兵师）和120门火炮。达武不知道奥地利人正在对他发起进攻，但他自己正在准备第二天计划的进攻，因此他的部队已经做好了行动的准备。普托德将军指挥的步兵师在大霍芬，古丁将军的步兵师位于这个村庄和格林岑多夫之间，其余两个步兵师负责提供支援。第三军所有骑兵的任务是保护军的右翼。令法国人惊讶的是，奥地利人在上午5点发动了进攻，拉德茨基的奥军先锋队将法军前哨赶出了大霍芬，然后攻击了格林岑多夫。达武立即下令对大霍芬发起反击，普托德的步兵师负责正面进攻，古丁从侧翼进攻，一边确保格林岑多夫的守军能够坚守阵地，一边向缓慢推进的奥军纵队进行火枪齐射。格鲁希将军的龙骑兵师直面奥军的骑兵纵队，而蒙布伦将军则派出他的轻骑兵师的一部分前往上锡本布伦，以包抄奥地利人。来自达武防区的大炮声打断了拿破仑的早餐，拿破仑此时误认为约翰大公带着他的军队抵达了战场。约翰大公的威胁之所以被法军高估，因为法国情报部门错误地将这支军队的兵力定为30,000人，而不是实际的13,000人。拿破仑立即命令预备队中南索蒂将军和阿瑞吉将军的两个重骑兵师前往达武的防区，紧随其后的是帝国卫队。南索蒂的牵引炮最先到达并部署在奥军的右翼，法军的火炮随后向行进中的奥军开火。
与此同时，卡尔大公本人正在观察整个行动。由于约翰大公的增援部队未能抵达，并且奥军第三和第六军也没有在预定时间发起攻击，卡尔意识到无人支援的罗森伯格王子现在已经完全暴露，而且处于越来越危险的位置。卡尔因此命令罗森伯格王子撤退到初始位置，并在那里采取防御姿态。这不是一件容易的事，在协调联合兵种行动以减缓法国的猛攻时，拉德茨基发挥了所有的决心和技巧，而罗森伯格的其余部队则撤退了。到6点时，罗森伯格终于回到了他的初始位置，但两个小时的行动使他承受了不低于1,100人的伤亡。
与达武一起在场的拿破仑在观察局势后发现约翰大公的军队根本就不在战场上，于是拿破仑命令预备队返回拉斯多夫，只留下一个胸甲骑兵师和第三军的炮兵连。拿破仑再次说明他希望达武夺取马克格拉夫诺伊锡德尔，但他没有要求达武进行大规模的正面进攻，而是指示元帅让他的一部分人从正面攻击阵地，另一部分从东面进行包围式移动，以便夺取那里的缓坡。这些新命令意味着达武无法立即开始进攻，因为他需要向东派遣一部分部队，他必须在那里架起鲁斯巴赫河的桥梁，以便让他的大炮渡过。拿破仑随后向乌迪诺和欧仁·德·博阿尔内发出命令，指示他们在第三军开始进攻后，通过将奥地利军队压制在鲁斯巴赫河上来协助达武。

### 阿德克拉的危机
|                                                    | 那个爱吹牛的贝尔纳多特从昨天开始除了犯错啥都没做。 |
| ——拿破仑对贝尔纳多特元帅在瓦格拉姆之战中表现的评价 |                                                    |

当罗森伯格王子发起进攻时，奥地利第一军指挥官贝勒加德将军也按照他的命令及时让他的士兵行动起来。凌晨3点刚过，他就开始了他的机动，第一军向南移动离开阵地。在瓦格拉姆，贝勒加德组建了一支由三个步兵营和三个骑兵中队组成的先锋队，由斯图特海姆少将指挥，先锋队被派往阿德克拉。阿德克拉是一个被土方包围的战略村庄，提供了一个强大的防御阵地，贝勒加德预计会遇到法军的顽强抵抗。但贝勒加德在接到情报称村子完全没有防守后非常惊讶，在确定这不是陷阱后，贝勒加德立即命令他的先锋队占领它。然后，第一军指挥官带来了由一个师的12个步兵营组成的额外部队，贝勒加德将其部署在阵地后面的两条线上，并在阿德克拉和瓦格拉姆之间部署他的其余军。列支敦士登王子的骑兵及时到达，在瓦格拉姆和苏森布伦之间的第一军阵地后面占据自己的位置，但贝勒加德没有选择越过阿德克拉。奥地利如果现在立即发动进攻将对法国左翼构成严重威胁，但贝勒加德接到命令，要求他等待掷弹兵预备队到达他的右翼。

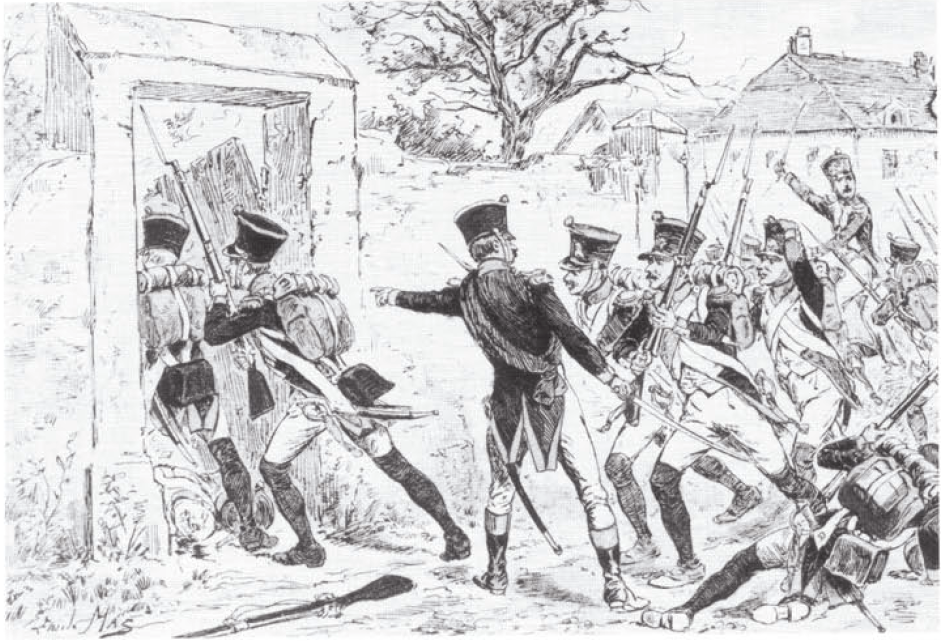
法军第4线列步兵团的士兵袭击了阿德克拉

保卫阿德克拉是萨克森第九军指挥官贝尔纳多特元帅的任务。然而，贝尔纳多特大部分缺乏经验的步兵在前一天的夜间袭击中遭受了巨大损失，许多部队已经溃败，撤退到阿德克拉以外。随着他的步兵减少到大约6,000人，贝尔纳多特很难召集他的一部分部队，但他仍然可以指望两个有一定战斗力的萨克森师。正如他后来解释的那样，贝尔纳多特认为自己处于暴露的位置，因此在夜间主动放弃了阿德克拉，向村庄东南部撤退了近1公里，以拉近与其他军队的距离。贝尔纳多特未经许可撤离也没有通知拿破仑他的行动，不负责任地损害了整个法国左翼的安全。接近上午4时，看到敌人已经在村庄内和周围占据了阵地，贝尔纳多特让他的炮兵轰炸阿德克拉，但位于瓦格拉姆的奥地利重炮随即以炮弹作为回应，奥军的火炮在接下来的三个小时内摧毁了15门萨克森火炮。
与此同时，受伤的马塞纳坐在一辆显眼的白色敞篷马车上率领他的第四军，他也正在执行此前接到的命令，带着他的三个步兵师和骑兵接近该地区。按照拿破仑的命令，马塞纳的第四步兵师，在布代将军的指挥下，被留在了遥远的南方，保卫着阿斯珀恩村。第四军的机动受到奥地利掷弹兵后备队的阻碍，这延迟了勒格朗将军领导下的马塞纳的后卫师抵达战场的时间。早上7时30分，马塞纳和他的另外两个师抵达阿德克拉附近，拿破仑登上马塞纳的马车向他咨询法军所面临的情况，经过简短讨论后，拿破仑下令重新夺回阿德克拉。马塞纳指示卡拉·圣西尔将军率领他的步兵师突袭阿德克拉，见圣西尔将军由于试图找到奥军阵地的薄弱点而推迟行动，元帅亲自催促他立即进攻。法军的突击由第24轻步兵团和第4线列步兵团领导，紧随其后的是优秀的黑森卫队旅。再往东，仍然具有战斗力的萨克森军，包括杜帕斯将军的法国-萨克森师也向前推进，以在阿德克拉和瓦格拉姆之间发起支援攻击。第24轻步兵团第4线列步兵团成功击退了位于村庄前的两个奥地利营，这两个营被击败在奥地利阵列的第一线造成了一些混乱。法军过于鲁莽地进入了阿德克拉，然后试图在这个阵地之外发起追击，但是，当他们离开村庄时，法军遭到了贝勒加德第二线士兵的持续火力攻击。法军两个团撤退到阿德克拉，在那里他们得到了黑森卫队旅的增援，并被命令坚守阵地。离这个阵地不远，萨克森人的进攻也戛然而止，这些人被击退，暴露了占领阿德克拉的法军侧翼。此时，奥地利人在这一领域享有巨大的，尽管是暂时的人数优势，44,000 人对法军的35,000人。因此，这是进行全面进攻的合适时机，但奥地利的军事学说不鼓励指挥官采取过多的主动性，贝勒加德选择遵守他的命令，等待他的掷弹兵。

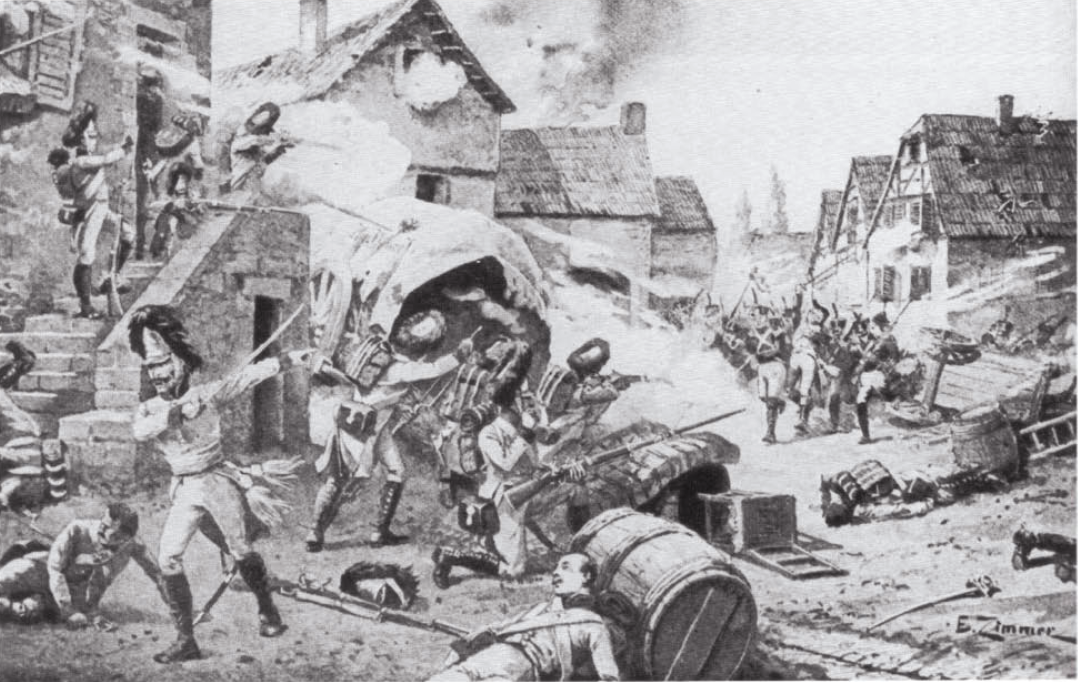
奥地利掷弹兵在阿德克拉对抗莫利托将军的法军步兵师

卡尔大公从他在鲍默斯多夫的观察哨注意到了事态的发展，并立即带着新的命令骑马前往贝勒加德的指挥部。卡尔随后亲自组织了对阿德克拉的攻击，这次进攻由第一军的第42步兵团和预备队的三个掷弹兵营负责。列支敦士登亲王骑兵部队的一个团负责支援步兵。奥军这一强大的联合攻击将卡拉·圣西尔将军的防御部队赶出了阿德克拉，而骑兵的攻击导致法军与惊慌失措的萨克森人一起无序撤退。马塞纳的骑兵在拉萨尔和马鲁拉兹的率领下迅速介入以保护撤退的步兵，驱赶奥地利的骑兵，然后向奥地利人准备在阿德克拉面前部署的大炮发起冲锋。奥地利炮手弃炮而逃，但列支敦士登亲王增派骑兵，立即击退了法国骑兵。与此同时，马塞纳正准备与莫利托将军一起重新夺回阿德克拉，该师由一个旅和第67线列步兵团带头。试图进攻的法军很快发现他们的前进路线被一群撤退中的萨克森人挡住了，马塞纳被迫命令他的手下向友军开火，以扫清道路。尽管敌人的火力和骑兵威胁着他的侧翼，莫利托还是果断地向他的目标前进，经过一番激烈的战斗，在早上9时45分前设法夺回了村庄。
尽管如此，奥地利人在该地区仍有足够多的部队，他们很快就发动了新的攻击，其中包括第一军和掷弹兵预备队的成员。尽管在袭击中伤亡惨重，但莫利托的师仍坚决捍卫阵地，该区的众多奥地利人花了整整两个小时才将法军赶走。至于萨克森人和先前溃逃的法军，他们此时仍在溃逃，第一批逃跑的士兵和贝尔纳多特接近拉斯多夫，他们突然与拿破仑本人撞了个满怀。对于拿破仑来说，看到贝尔纳多特和混乱的暴徒在一起，而且并没有明显地试图重组他的手下，这是最后一根稻草。简短的交谈后，拿破仑解雇了元帅，并补充说：“像你这样的笨蛋对我没有好处。”萨克森步兵此时已经完全杂乱无章，无法在战斗中发挥更多作用，只有骑兵和十门大炮仍然具有战斗力。
到下午，大约12,000名惊慌失措的法军和萨克森士兵聚集在拉斯多夫。法国中左翼正处于崩溃边缘。

### 克勒瑙的侧翼攻势

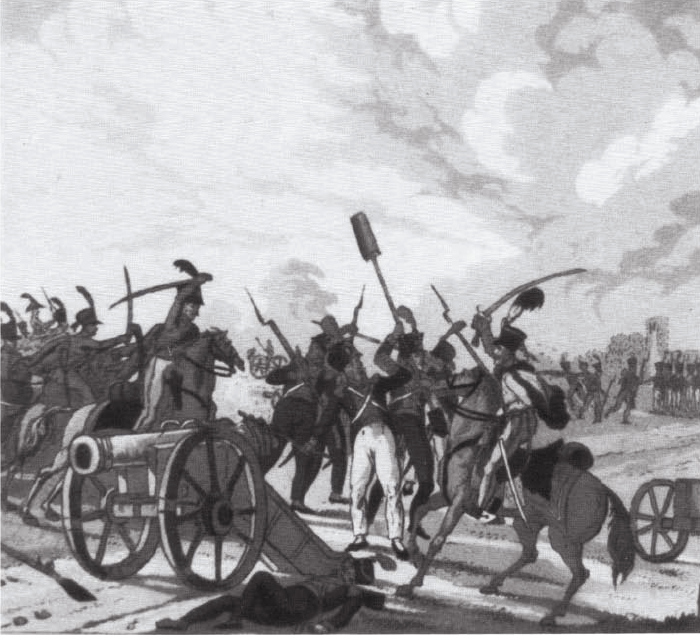
1809年7月6日上午的战斗中，克勒瑙的骑兵攻占了法军的一个炮兵阵地

在实施卡尔大公的双重包围敌人的计划时，指挥第六军的克勒瑙将军和指挥第三军的科洛拉特将军向法军的左翼推进。两位指挥官接到命令的时间都很晚，而且在到达指定位置之前，他们还有很长的路要走。但两位指挥官还是尽最大努力遵守命令，但由于夜间行军的困难，他们的主要部队只能在上午7时30分至8时之间抵达奥地利阵线右侧，比卡尔计划的晚了三个小时。
克勒瑙的部队第一个与法军接触。他的部队于上午7时30分离开莱奥波尔，随后部署在布赖腾利和赫施施泰滕之间，向法军的前哨推进。此时唯一在场的法国部队是第四军的第4师，在布代将军的指挥下，约有4,600人，而克勒瑙则有14,000人。上午8时，克勒瑙的火炮开始向法军开火，同时奥军派出了一个旅来占领阿斯珀恩。布代目睹了事态发展，派出了10门大炮向奥军开火，从而拖延敌人。事实证明，这个举动欠考虑，因为奥地利骠骑兵突然出现占领了法军的炮兵阵地并缴获了这些火炮。法国第56线列步兵团大胆地向敌军冲锋并暂时夺回了火炮，但他们没有马匹将它们带回来，而奥地利的猛烈炮火很快迫使法军撤退。在胆怯地尝试用第93线列步兵团保卫阿斯珀恩后，布代选择向埃斯灵撤退，奥军的一个步兵师随后占领了阿斯珀恩，并对撤离中的法军展开了追击。奥地利人很快就进入了放置在洛鲍岛上的法国重型炮台的射程内，法军的轰炸减缓了他们的前进速度，但他们仍然向埃斯灵推进，布代则在上午10点前迅速放弃了埃斯灵。
法军撤退到穆赫劳突出部和大恩策斯多夫，以保护通往洛鲍岛的重要桥梁。奥地利人随后对桥头堡发起试探性攻击，但被迅速击退，随后奥军满足于轰炸法军的补给车，引起平民车夫的一些恐慌。从他目前的位置来看，克勒瑙既可以在大约5公里外没有防御的敌军后方发动攻击，也可以攻击通往洛鲍岛的重要桥梁。然而，奥地利指挥官选择了谨慎。他的部队只有大约14,000人，其中一部分现在在洛鲍岛上的众多法国重型炮台的射程内，他的命令规定他的军与科洛拉特的第三军并驾齐驱。如果科洛拉特自己向前推进，保护克勒瑙的左翼，奥地利第六军可能会设想继续其行动，但事实上，科洛拉特的行军非常拖沓，现在还在最初的位置附近。
科洛拉特在上午9时30分到达了他的目标位置，当时他的手下与列支敦士登亲王的一个掷弹兵师接触。由于缺乏命令，科洛拉特没有尝试攻击脆弱的法国左翼。这位60岁的奥地利指挥官在当时一直使用传统的奥地利军队战术，一直忙于保护自己的后方，而不是考虑发起任何进攻行动。科洛拉特在比桑贝格高地小心翼翼地留下了整个旅，面向维也纳，并派出一支相当大的部队驻扎在他后方的一个村庄格拉斯多夫。他还派出一支联合武装部队占领了南部的布林特里村。尽管他的战术位置很好，这使他能够包围马塞纳的侧翼，甚至可以向没有防御的拉斯多夫进军，但身处法国军队后方的科洛拉特还是小心翼翼地前进，满足于用他在布林特里附近部署的两个炮台轰炸马塞纳的部队。

### 法军的反应

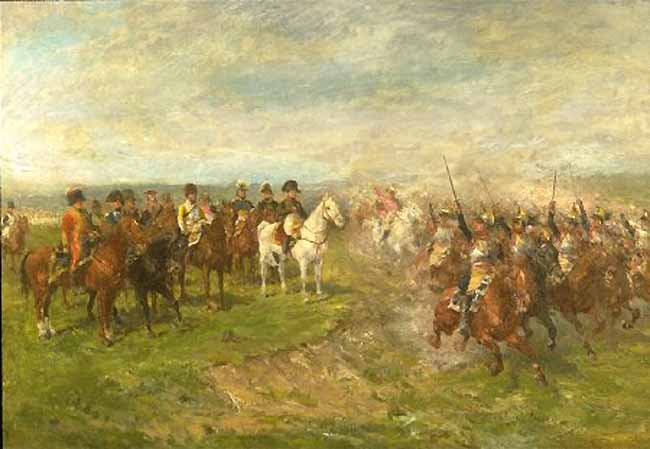
法军骑兵在拿破仑面前疾驰而过。拿破仑命令南索蒂将军的重骑兵师前往法军左翼抵挡奥军的进攻

随着形势对他的军队来说越来越危险，拿破仑重新评估了事态发展，并可能注意到他的部队正对着奥军的兵锋。拿破仑决定通知达武加快对奥地利左翼的进攻准备，但现在的当务之急是稳定自己饱受摧残的左翼。拿破仑此时还不想动用他宝贵的步兵储备，所以他命令马塞纳与敌军脱离接触，带领他的第四军向南进攻奥地利第六军。执行这样的机动需要高超的技巧并承受很高的风险，因为这意味着马塞纳的士兵必须组成一个编队，穿过一个拥有众多敌方步兵、骑兵和大炮的区域。这些部队的离开也意味着法军战线将出现一个巨大的缺口，拿破仑巧妙地打算通过一个巨大的炮兵阵地来填补这一缺口，该阵地将通过持续的炮击来阻止敌人在该区域的推进。这需要时间，并且随着来自奥地利第三军的士兵仍在向前推进，拿破仑指望贝西埃尔元帅的骑兵部队协助马塞纳脱离接触并部署火炮。
接近上午11时，贝西埃尔接到了他的命令，并立即向敌线的薄弱点发起进攻，即奥地利第三军和后备军之间的缝隙，那里只有一个奥地利师驻守。随着一个骑兵师被派往右翼支援达武，而另一个骑兵师被派往保护马塞纳的第四军，贝西埃尔只剩下唯一一支骑兵部队，强大的第一重骑兵师，由41岁的南索蒂将军指挥。 拿破仑还下令让近卫骑兵前来支援，但他的命令似乎根本没有到达近卫骑兵的手中。法军左翼的形势非常严峻，以至于贝西埃尔选择不等待近卫骑兵，而是下令立即冲锋。

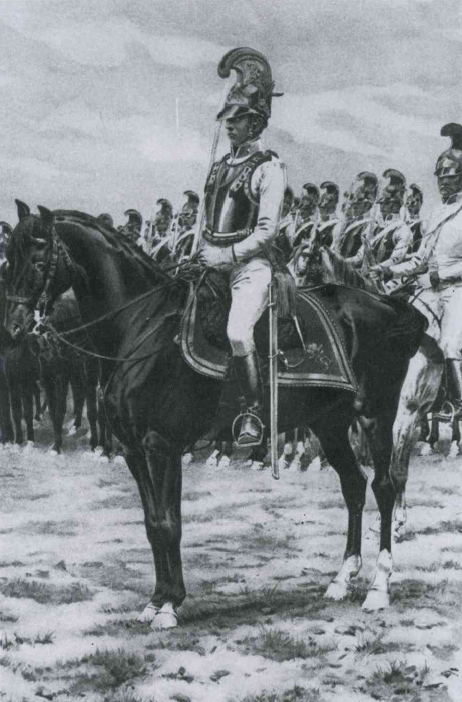
奥军第四骑兵团介入战斗试图阻止法军骑兵的进攻

由于圣日耳曼将军的骑兵旅被留在了预备队中所以并没有接到命令，所以贝西埃尔带走了南索蒂将军剩下的16个骑兵中队，大约2,800人，包括第1和第2近卫骑兵团以及第2和第9胸甲骑兵团。法军匆忙组建的骑兵中队随后发起冲锋，但马奇菲尔德平坦的地形几乎没有为他们提供掩护，奥军火炮能够向他们发射毁灭性的炮弹。法军重骑兵最终在苏森布伦村附近与敌人接触，但发现奥军步兵已经做好准备用子弹迎接他们，法军的第一次冲锋完全失败。于是法军骑兵进行了第二次尝试，此次由精英骑兵带路，南索蒂将军本人挺身而出，但他的许多士兵无法跟上，导致许多中队减少到只有少数人。起初，法军的冲锋似乎给奥军造成一些严重的损失，尤其是当法国人设法冲破并击垮一个奥军步兵营，从而在两个奥地利军之间造成了裂痕。然而到最后，法军骑兵冲锋对事先有准备的奥军步兵的影响总是有限的，骑兵对奥地利掷弹兵营的影响不大，这些营现在已经形成了紧凑、坚固的方阵。南索蒂展示了一些出色的战术技巧，与他的骑兵一起向右行军，袭击了阿德克拉附近的奥地利炮兵阵地。与此同时，贝西埃尔正忙着指挥刚刚开始抵达的近卫骑兵，他打算用这支骑兵发起第二次冲锋。这时，几乎在拿破仑的眼皮底下，一颗炮弹掠过贝西埃尔的大腿，将元帅甩了出去，贝西埃尔猛烈地摔倒在地，失去了知觉。当贝西埃尔被带离战场时，南蘇蒂和他的骑兵部队设法俘获了一个奥地利炮兵连，但列支敦士登亲王适时派出了他的第6骑兵团和第4胸甲骑兵团对抗南索蒂的部队。奥地利人在侧翼袭击了减员和疲倦的法国骑兵，法军骑兵的一个旅长负伤，他的旅伤亡惨重被迫撤离。法军近卫军的轻骑兵，约有2,000多人，发动了自己的冲锋，但也被做好准备的敌人击退。贝西埃尔此时被推定阵亡，南索蒂将军接管了法军的整个骑兵军，但他不知道拿破仑的指示，决定带着他的部队撤退。总而言之，法军骑兵的冲锋代价非常高昂。一整天，仅南索蒂的师就损失了1,200匹马，大量士兵失去了战斗力。然而，他的骑兵确实让马塞纳成功与奥军脱离接触，并为部署火炮赢得了宝贵的时间。

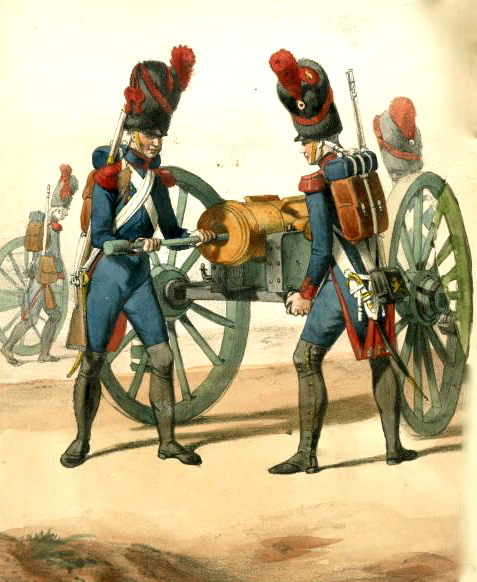
来自帝国卫队的12磅火炮

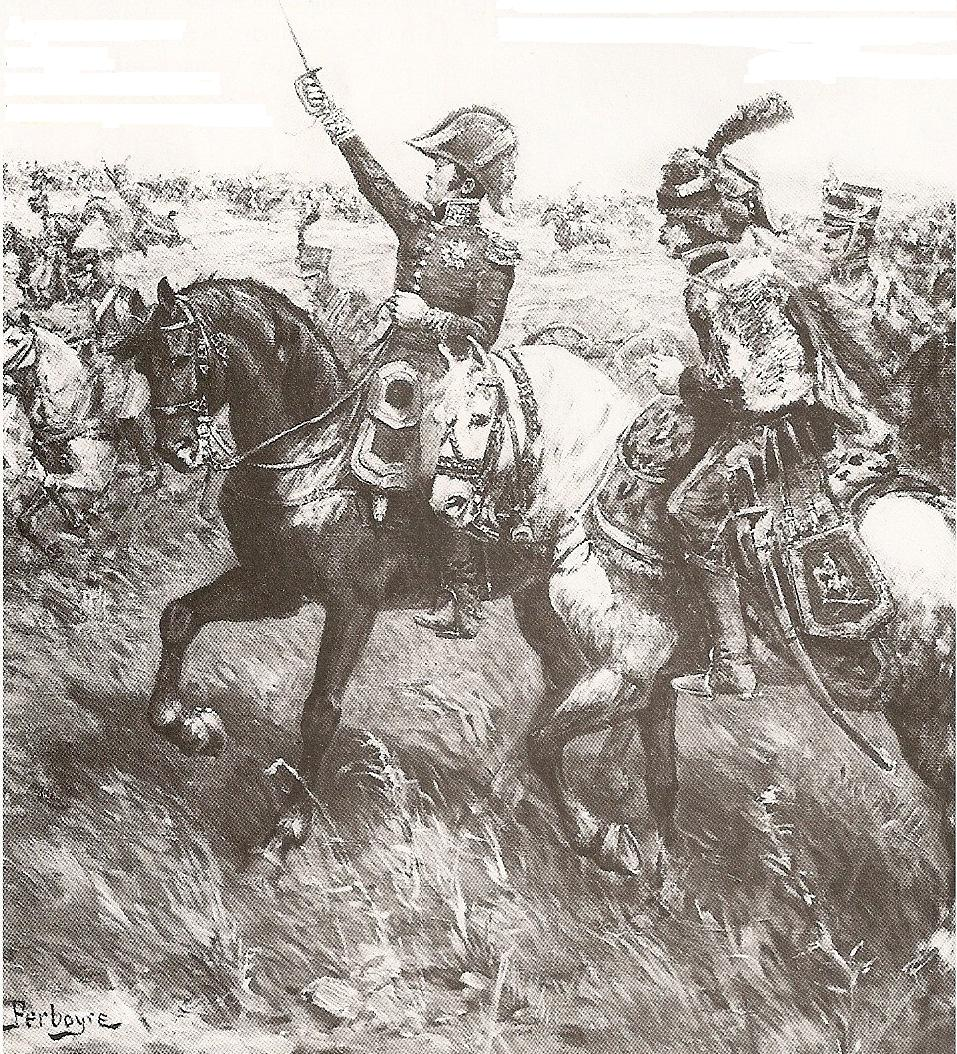
帝国卫队炮兵指挥官安托万·德鲁奥中校在瓦格拉姆战场部署他的火炮

拿破仑知道骑兵冲锋只是权宜之计，因此，当重骑兵忙于阻挡奥地利步兵的前进时，他命令雅克劳里斯顿将军布置一个巨大的炮兵阵地，目标是重创敌人，阻止奥军的前进并迫使他们放弃在阿德克拉和苏森布伦之间的阵地。劳里斯顿的炮兵阵地由84门火炮组成，包括帝国卫队炮兵的全部60门火炮和法军“意大利军”提供的24门火炮。近上午11时，由奥古斯丁-玛丽·德阿博维尔上校指挥的近卫军榴弹炮最先开始行动。紧随其后的是卫队的步兵火炮，由安托萬·德魯奧中校指挥，不久之后，还有来自“意大利军”的炮兵。法军的火炮部署在一条单线上，全长约2公里，“意大利军”的大炮面向列支敦士登亲王的奥地利后备军，而近卫军炮兵位于中央，面对科洛拉特的奥地利第三军，近卫军牵引炮则面对敌人手中的布赖恩特里村。当他们完成部署时，法军大炮被命令立即开火，相对较短的射程——350到550米——以及可以让炮弹弹射很远的平坦潮湿的地面，意味着炮兵轰炸结果几乎是立竿见影的。奥地利步兵和骑兵的整个方阵，有时多达20人，被一炮炸飞，在某些情况下，法军甚至能够使用短程火炮轰炸，这对排兵密集的奥地利步兵营来说是毁灭性的。为了给敌人施加更大的压力，法军火炮奉命稳步推进，同时保持最猛烈的火力。这一举动很快迫使科洛拉特开始撤回他的部队。然而，与此同时，奥地利炮兵正在使用科洛拉特和列支敦士登军的火炮持续发射反制火力。但最重要的是，来自仅一公里外瓦格拉姆附近的两个12磅奥地利大炮的凶猛炮火对法国炮兵造成的伤害最大。很快，一些法国炮兵部队被削减到拿破仑要求在近卫步兵中招募志愿者以弥补损失。战场上的炮火很快点燃了成熟的玉米作物，双方的一些伤员无法爬到安全的地方，有时就在原地被活活烧死。
当大炮在咆哮时，马塞纳的部队就在拉斯多夫附近，正在编队向南进军。接近上午11时，他重组了许多在攻击阿德克拉时溃散的士兵，然后分发了白兰地，以提高士气。由于他的一部分部队仍在为保住阿德克拉而战，马塞纳将他的部下引向埃斯灵，旨在威胁克勒瑙的奥军军，该军此时处于法国防线后方的前沿阵地，但并未试图威胁拿破仑的后方军队。奥地利军的被动态势部分是由于缺乏进一步推进的命令，部分是由于克勒瑙相对较小的部队现在与奥地利主力部队脱节。尽管如此，马塞纳的任务仍然艰巨。他的一些部队不得不以编队的模式行进不少于八公里，在敌人的前线移动。马塞纳展示了他一贯的才能和坚韧，利用他可用的骑兵来掩护他的手下，并利用玉米地来掩饰他的前进。法军虽然在敌人火枪的射程之外，却一直受到奥地利大炮的轰炸。奥地利骑兵试图进攻，几乎到达马塞纳本人的马车前，在法国骑兵介入战斗时，马塞纳的副官被迫拔剑保卫元帅。接近中午时分，在90分钟内行进了大约6公里半后，马塞纳军的主要部队，即马鲁拉兹的骑兵师和勒格朗的步兵师，进入了被敌人占领的埃斯灵村。

### 达武的侧翼进攻

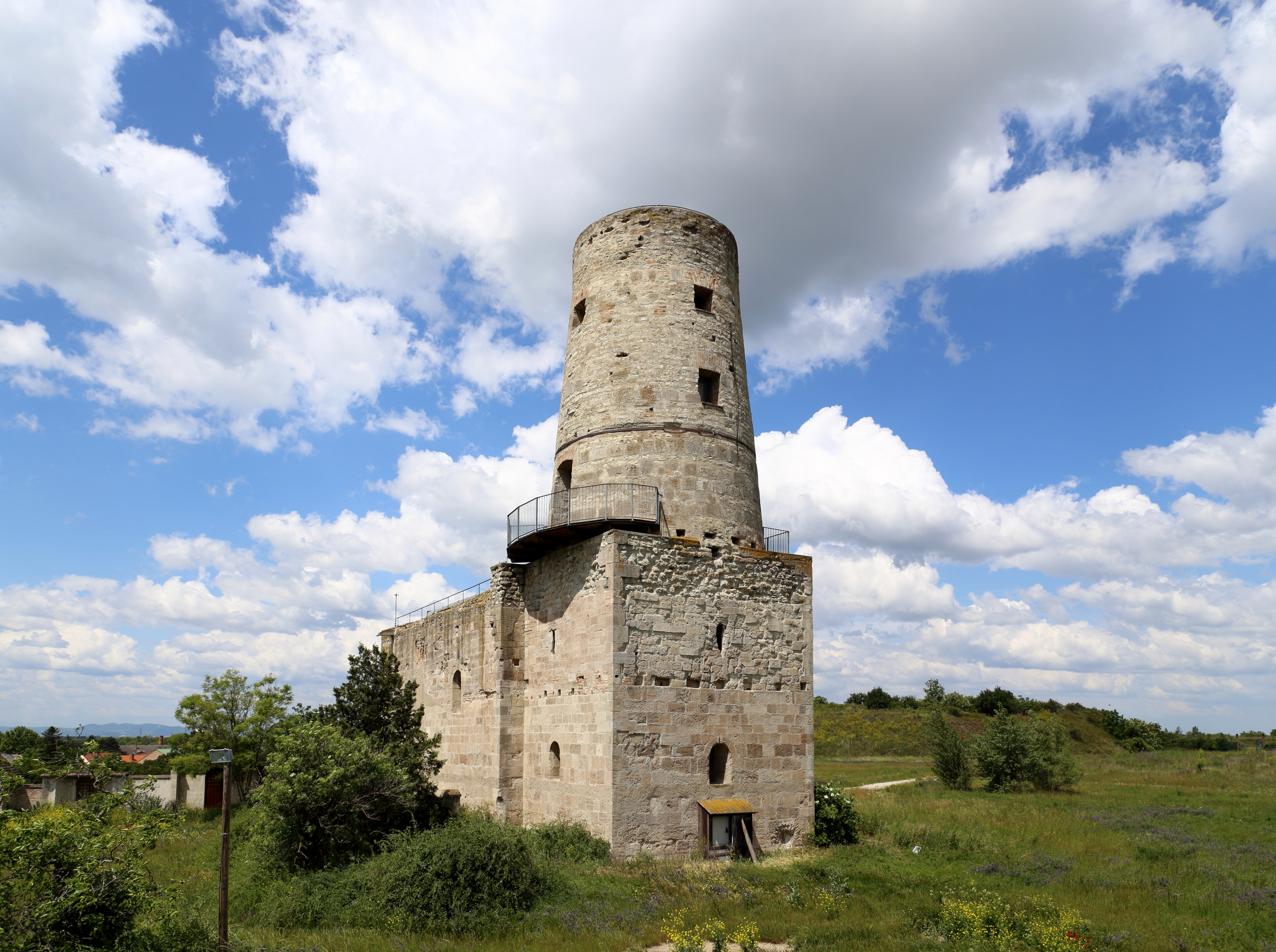
马克格拉夫诺伊锡德尔塔，这是瓦格拉姆战役第二天爆发激烈战斗的地点

当战场西侧的战斗进行时，达武元帅正在准备进攻，拿破仑打算用他的部队来赢得这场战斗。为了在他面前的高原上站稳脚跟，达武不得不击退罗森伯格的奥地利第四军。两支部队在前一天和当天早上的袭击中都发生过冲突，在早上5时和6时之间，罗森伯格进行了一次令人惊讶的袭击，而法军则设法击退了这一袭击。由于战场其他地区的奥地利军未能同时进攻，罗森伯格被迫将他的部队撤回到他们的初始阵地，占领了高原和战略村庄马克格拉夫诺伊锡德尔。这个村庄是达武需要不惜一切代价占据的关键位置，以使法军能够赢得此战。尽管达武拥有巨大的人数优势，但他的任务并不容易，因为奥地利人拥有众多的骑兵和大炮来支援他们的步兵。此外，该地的阵地非常稳固，马克格拉夫诺伊锡德尔村由坚固的石屋组成，还有一座废弃的石制教堂，高耸显眼的塔楼、修道院和磨坊等众多大型建筑，构成了易守难攻的防御工事。罗森伯格的阵地唯一的弱点是它的左侧，那里的高原形成一个向东北下降的缓坡。
当法国人准备进攻时，双方的火炮皆已开始交火，罗森伯格的火炮被放置在高地上，有时位于土方工程后面。尽管奥地利炮兵战术位置优越，但在大约两个小时的轰炸之后，法军设法使大部分奥地利火炮退出了战斗序列，并在马克格拉夫诺伊锡德尔村引发了迅速蔓延的火灾。法国炮兵在与奥地利炮兵的决斗中获胜的部分原因是法国大口径火炮数量较多，但最重要的是它们的火力集中度较高，法国第三军和第二军的火炮进行了合作并制造了密集的火力覆盖。到 上午9时30分，达武的部队就位并准备开始进攻。最初的命令是达武派他的四个步兵师向北发起正面进攻，但那天早上，拿破仑改变了主意，法皇本人亲自侦察了这个阵地，并注意到他可以利用奥地利阵地左侧的弱点。新的命令让达武的两个师，由古丁将军和普托德将军带领，将从大霍芬向马克格拉夫诺伊锡德尔推进，迫使罗森伯格派出一部分兵力迎击他们，而其余的步兵师，由弗里安特将军和莫兰德将军带领，则支援两个骑兵师从东部进攻高原的行动。这一命令造成了重大延误，因为部队必须向东移动到他们指定的阵地，并且必须建造桥梁，以便炮兵能够越过鲁斯巴赫河。罗森伯格指挥着该区的所有奥地利军队，因此他可以依靠诺德曼将军的奥军先遣卫队的增援，以及诺斯蒂茨麾下的众多骑兵，所有这些都置于他的直接指挥之下。他还指望着来自东方的支援，约翰大公的“内奥地利军”据说即将抵达战场，但到目前为止，约翰大公仍未出现。

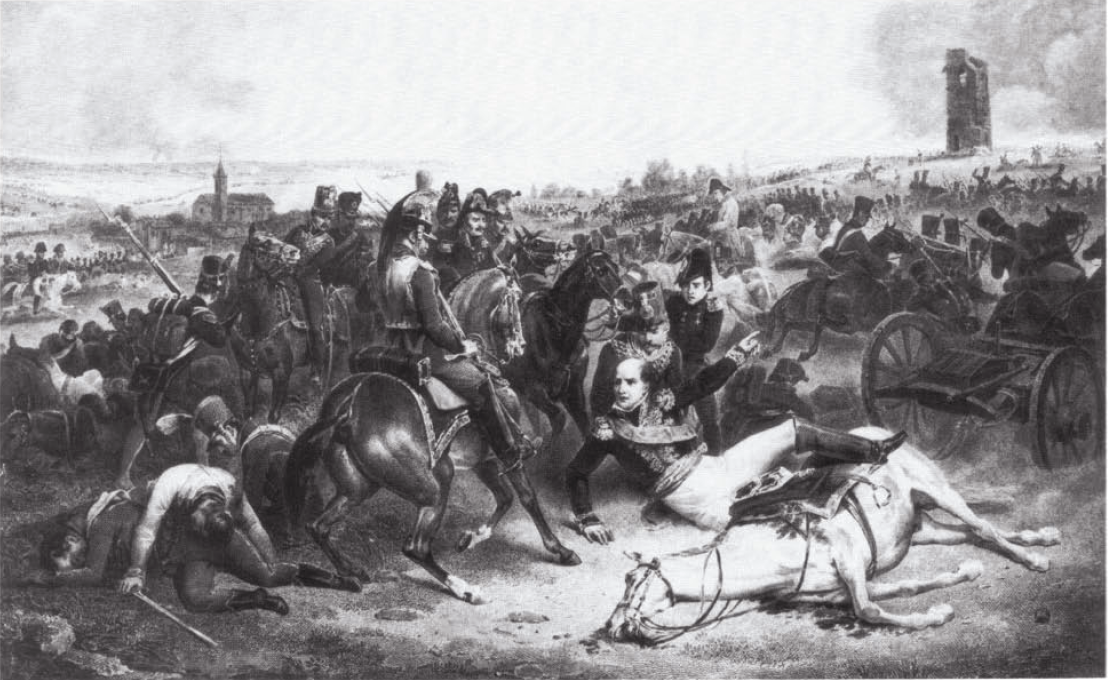
达武下令袭击马克格拉夫诺伊锡德尔。达武亲自在前线指挥部队时他的马被击中，但他继续指挥对奥军阵地的袭击

法军在上午9时30分到10时30分之间开始向奥军阵地稳步推进，他们的行动被先前炮击产生的浓烟掩盖。在右侧，法军的一个骑兵师在上锡本布伦击退了的奥地利骑兵部队，并为弗里安特和莫兰德的两个步兵师扫清了道路，后者开始了对左翼敌人的包围机动。罗森伯格对法军进攻的回应是重新部署他的预备队以形成一个新的侧翼：由两个步兵旅和奥地利第58步兵团组成。然而，所有这些部队都是从前一天伤亡惨重的诺德曼先遣卫队中抽调出来的。在这次行动中，诺斯蒂茨的骑兵最初被部署在悬崖下方的平原上，但被法军的龙骑兵推回了高原斜坡。奥地利骑兵随后重新部署以保护诺德曼的侧翼。与此同时，达武亲自率领古丁和普托德的两个步兵师，他们将正面冲击马克格拉夫诺伊锡德尔。该村由三个奥地利步兵旅（魏斯、黑森-洪堡和斯威本）保卫，奥军的第二线阵地由第3步兵团的两个营负责。奥地利的第一线以稳定的火力与古丁和普托德的前进纵队交火，这迫使法军的进攻暂时停止。再往东，带领法国进攻的莫兰德也面临着类似的命运，当时奥地利人发动了步兵和骑兵的联合进攻，迫使法国人撤退并进行重组。奥地利第一线，第4和第49步兵团，在8个骠骑兵中队的支援下对法军进行了反击，莫兰德的第13轻步兵和第17线列步兵团暂时陷入困境。然而，弗里安特迅速做出反应以支持他的指挥官，派遣一个旅对抗现在暴露的奥地利人侧翼。此时，诺德曼亲自干预以重建局势，并在此过程中身受重伤，奥地利在该区域的反击完全失败。诺德曼将军不久后被法国人在一条沟里被发现，他在他的部下仓促撤退时被丢下。奥军在撤退至安全地带后进行了重组。奥地利骑兵虽然人数众多，但未能发动集中冲锋，而是发动了几次小规模冲锋，收效甚微。在这个关键时刻，弗里安的部队全员出动，尽管第一次进攻失败，但很快就在悬崖上站稳了脚跟，向马克格拉夫诺伊锡德尔的塔楼挺进，这表明该地区的战斗正在朝着有利于法军的方向发展。

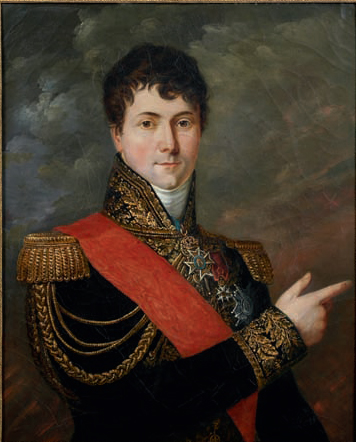
指挥达武第3步兵师的古丁将军在进攻时发挥了重要作用

与此同时，古丁和普托德也集结了他们的手下，发动了对马克格拉夫诺伊锡德尔的另一次攻击。这一次，法军遇到了来自罗森伯格的第四军由罗汉将军指挥的步兵师，双方进行了挨家挨户的巷战，尽管村子现在大部分都已经被大火吞没。法军的士兵同样坚定，甚至高级指挥官也将自己暴露在最大的危险中（达武的马在他身旁被流弹击杀，古丁本人受重伤），以便让士兵们振作起来。法军的不断进攻和迅速蔓延的大火迫使为支援罗汉师而组建的黑森-洪堡旅撤出阵地并在村庄后面的悬崖上进行重组，紧随其后的是古丁的散兵。战斗在废弃的教堂周围继续进行，奥军9个步兵营仍然顽强地坚守，尽管他们的指挥官已经躲了起来。教堂及其显眼的石塔在中午时分最终被法军占领，左翼和右翼的法军在那里会合并迫使三个奥地利团撤退，以避免被包抄。当罗森伯格未能与黑森-洪堡的旅一起夺回塔楼时，他决定将他的全部部队重新部署到更远的高原上并形成一条新战线。这一及时的行动暂时阻止了法军的进一步前进。看到这一发展，达武选择强行进行决定性的突破，并投入了他的终极预备队——第三重骑兵师。元帅命令重骑兵沿着马克格拉夫诺伊锡德尔以西的高原，立即对敌线进行正面攻击。第3重骑兵师是当天刚加入第三军的一个单位，由31岁的让·阿瑞吉·卡萨诺瓦将军指挥，他之前没有指挥师级部队的经验。该师由第4、第6、第7和第8四个胸甲骑兵团组成，共有16个中队和近2,000人。由于需要立即发起冲锋，阿瑞吉急忙组建中队，带领一个旅上坡，但一到那里，他就发现自己置身于敌人的路障之中，据他自己的说法，他完全无法部署一个单一的中队。身穿钢甲的胸甲骑兵多次尝试打破奥地利人的防守，但地形不适合这种行动，法军的尝试都失败了。在几次令人沮丧的冲锋后，阿瑞吉将他的手下拉回安全地带，并愤怒地出发寻找达武并抗议他的命令，这些冲锋导致法军骑兵损失了大约300人。

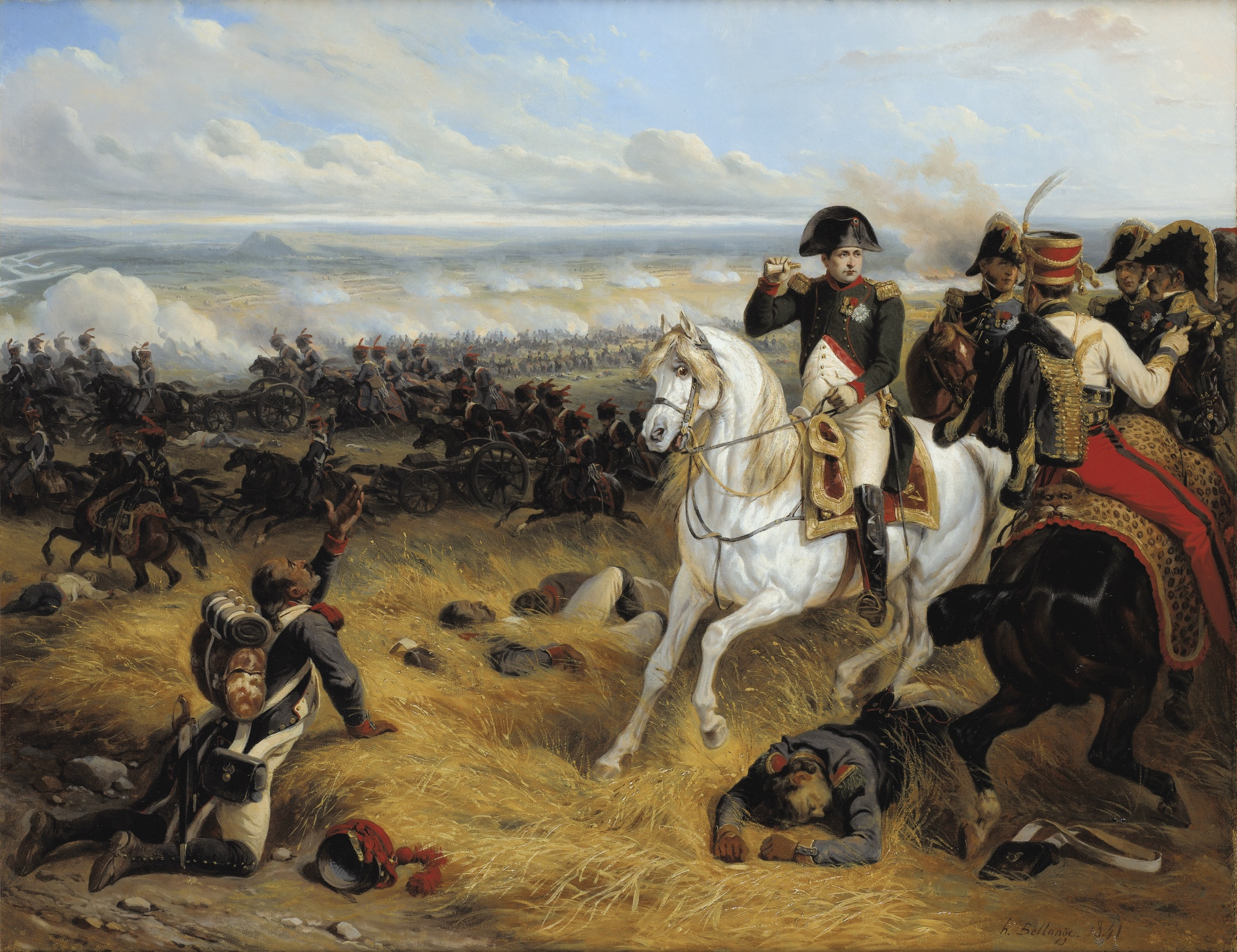
拿破仑沿着达武纵队走过的路。第三军的进攻构成了法军在瓦格拉姆的关键攻势

正午刚过，尽管法国骑兵突击失败，但罗森伯格意识到他陷入困境的战线即将被攻破，这将对整个奥地利军队造成灾难性后果。由于他的全部部队都已经投入战斗并且没有预备队，这位奥地利指挥官几乎无法阻止看似不可阻挡的法国猛攻。正是在这个决定性的时刻，卡尔大公亲自为他饱受打击的左翼带来了增援：来自第57步兵团和第15步兵团的五个营，一个六磅炮连，四个骠骑兵中队，以及整个第8胸甲骑兵团。随着骑兵的加强，卡尔大公命令他的骑兵冲锋。起初，奥军骑兵的冲锋压倒了法军第7骑兵团。奥地利人随后冲向法军的第二线骑兵，后者出人意料地尝试用卡宾枪扫射击退进攻者，但未能打破奥军冲锋的推动力。由于骑兵的成功冲锋，奥军能够缴获十门法国火炮。但奥地利的胜利转瞬即逝，法军的骑兵预备队精心准备了一次反击，并巧妙地从正面及侧翼一起发动了进攻。在法军方面，埃马纽埃尔·格鲁希将军很快带着他的龙骑兵支援，而诺斯蒂茨被迫派一个骑兵旅来对抗法军。一场大规模，尽管短暂的骑兵冲突随之爆发，在混战中，诺斯蒂茨本人负伤，奥地利骑兵被击退，他们早些时候缴获的大炮被抛下。这是战斗的主要骑兵行动，尽管奥地利人在该地区投入了40个中队中的30多个，但法军还是占了上风，这主要归功于法军对大规模行动的出色训练。奥地利人以单个团的方式向一个将整个旅和师协同行动的敌人冲锋，尽管总体数量上占优势，但他们已经不堪重负，这证明了他们长期无法协调大规模的骑兵冲锋。接近下午1点时，在他的骑兵冲锋失败后，罗森伯格认为他无法继续防守目前的阵地，于是开始组织向博克夫利斯撤退。

### 麦克唐纳的部队
|                                                    | 为什么你们不在最关键的时候向敌人冲锋？ |
| ——麦克唐纳将军对帝国卫队骑兵指挥官沃尔瑟将军说的话 |                                        |

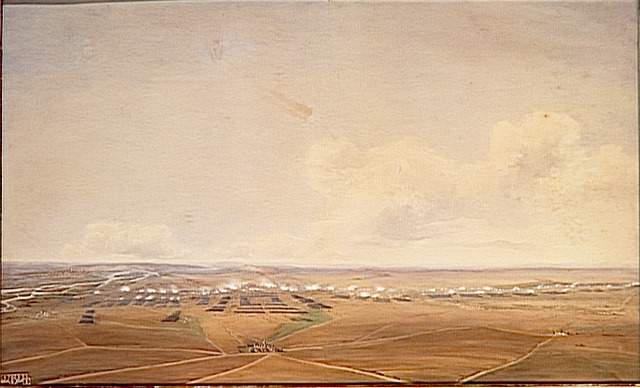
麦克唐纳的步兵方阵

达武成功的侧翼机动并没有被忽视。尽管距离很远，但到下午1时，拿破仑可以通过望远镜看到达武的阵线现在已经远远超出了马克格拉夫诺伊锡德尔清晰可见的塔楼，这表明他的手下已经成功地击退了敌人的侧翼。在马塞纳成功脱离接触后，法军的左翼现在稳定下来，拿破仑开始下达全面进攻的命令。马塞纳将继续向南进军，并在阿斯珀恩附近猛烈攻击克勒瑙的军，乌迪诺受命准备他的军进攻高原并驱逐奥地利第二军，欧仁将带领第六军在瓦格拉姆对抗敌军，而麦克唐纳的第五军将靠近阿德克拉。昨天夜里，麦克唐纳的第二师重新加入了他的部队，虽然理论上有23个营，但他的补给减少，导致几乎不能召集8,000人。有了这支部队，麦克唐纳正准备执行拿破仑先前的命令，袭击瓦格拉姆村附近的高原，这与他前一天袭击的地点大致相同，当时他收到了新的命令。这些条件是麦克唐纳的部队应该向西前往阿德克拉。

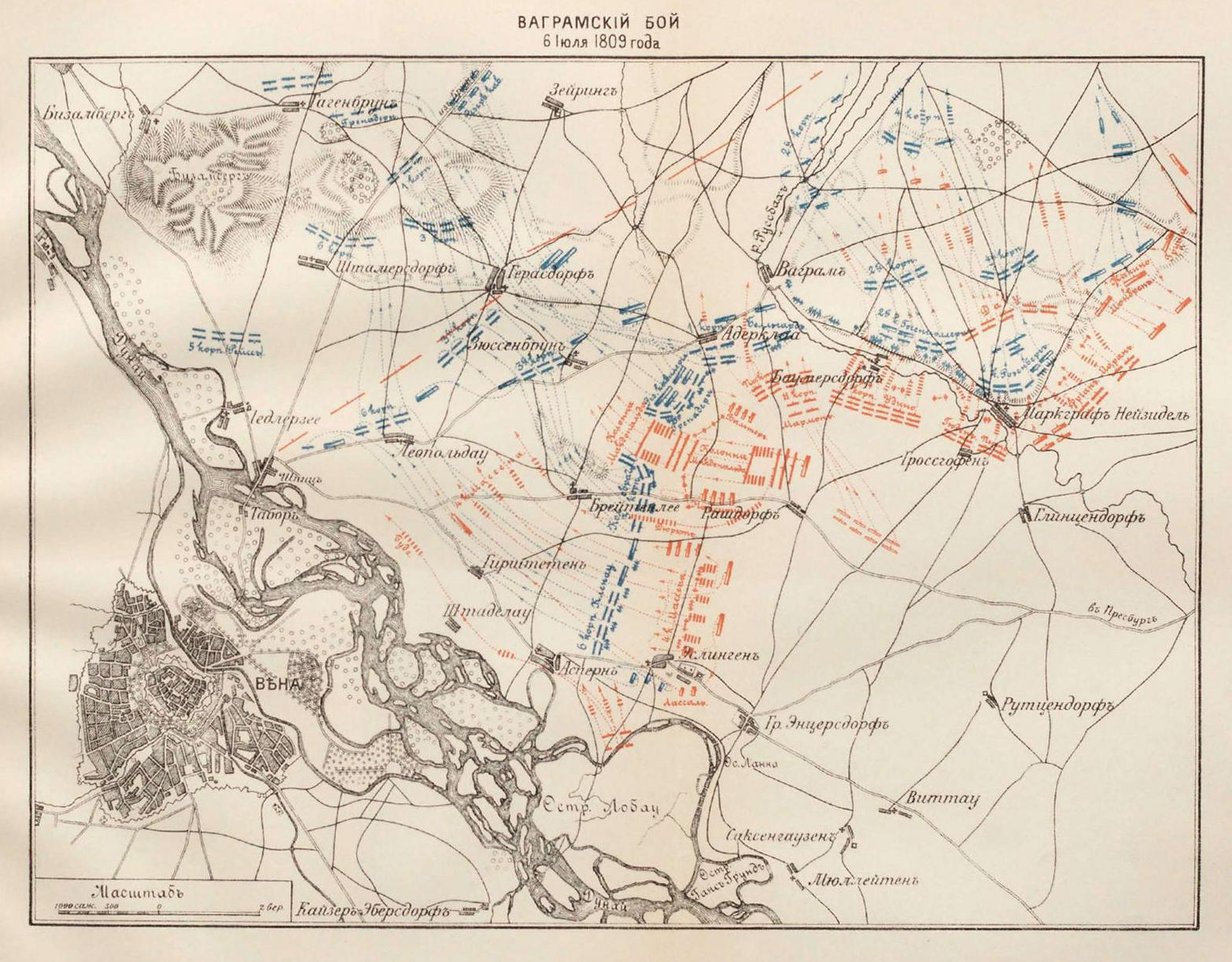
7月6日的行动（俄语）

下午1点前，麦克唐纳向他指定的位置移动，拉马克和布鲁西尔将军的两个步兵师的8个营排成一线，组成先锋，其他15个营留在纵队内，更容易抵御来自奥军骑兵威胁。这个不寻常的编队长约800米，宽约550米，由一些火炮支援，这些火炮奉命向右推进，向奥地利防线开火。塞拉斯将军的师也奉命支援这次袭击，并部署在纵队后方一段距离，其中一个骑兵团保护其后方。这些法军的指定目标是向前推进并占领位于奥地利掷弹兵预备队和第三军之间的接缝处的苏森布伦村。一旦成功占据了这个位置，他们就会在两个奥地利阵型之间挖出一个楔子，将它们推开。一支强大的骑兵部队将保护麦克唐纳阵型的侧翼，沃尔瑟将军的近卫骑兵师保护右翼，南索蒂的第一重骑兵师保护左翼。萨胡克将军从“意大利军”中带来的骑兵师也参与了这一行动。
随着麦克唐纳笨重的纵队向前推进，奥地利火炮向随行的法国火炮开火，使其中15门瘫痪，法军炮兵甚至还来不及反应。奥地利的炮兵随后将注意力集中在麦克唐纳缓慢移动的阵型上，其纵深的队伍提供了理想的目标。卡尔大公看到法国人的进攻，命令他的军指挥官守卫掷弹兵预备队和第三军的侧翼。列支敦士登亲王命令一个旅向前进的法军纵队右翼展开火枪齐射，而科洛拉特则向他的一个旅发出类似的命令，后者向麦克唐纳的左手部署火枪，而奥地利大炮则在冲击纵队的前线。然而，此时法军已经成功地削弱了奥地利的防线，并且离苏森布伦村只有几百米。由于他的兵力此时减少到一半多一点，并且他的营被迫形成方阵以抵御施瓦岑贝格的骑兵的连续三次攻击，麦克唐纳无法再进一步了。他号召他的骑兵冲锋并清除敌人的枪炮和步兵，根据他自己的说法，奥军现在处于完全混乱的状态，可以轻易被摧毁。在他的左边，南索蒂为了保护自己的骑兵免受持续的奥军火力的伤害，将自己的骑兵部署的太靠后了。当南索蒂带着他的胸甲骑兵抵达时，奥地利人已经准备好迎接他们，而大炮早已转移到安全的地方。法军胸甲骑兵随后向武卡索维奇和圣朱利安将军的两个奥军步兵师发起冲锋，但这些人现在已经形成了坚固的方阵，在骑兵的攻击下几乎没有损失。

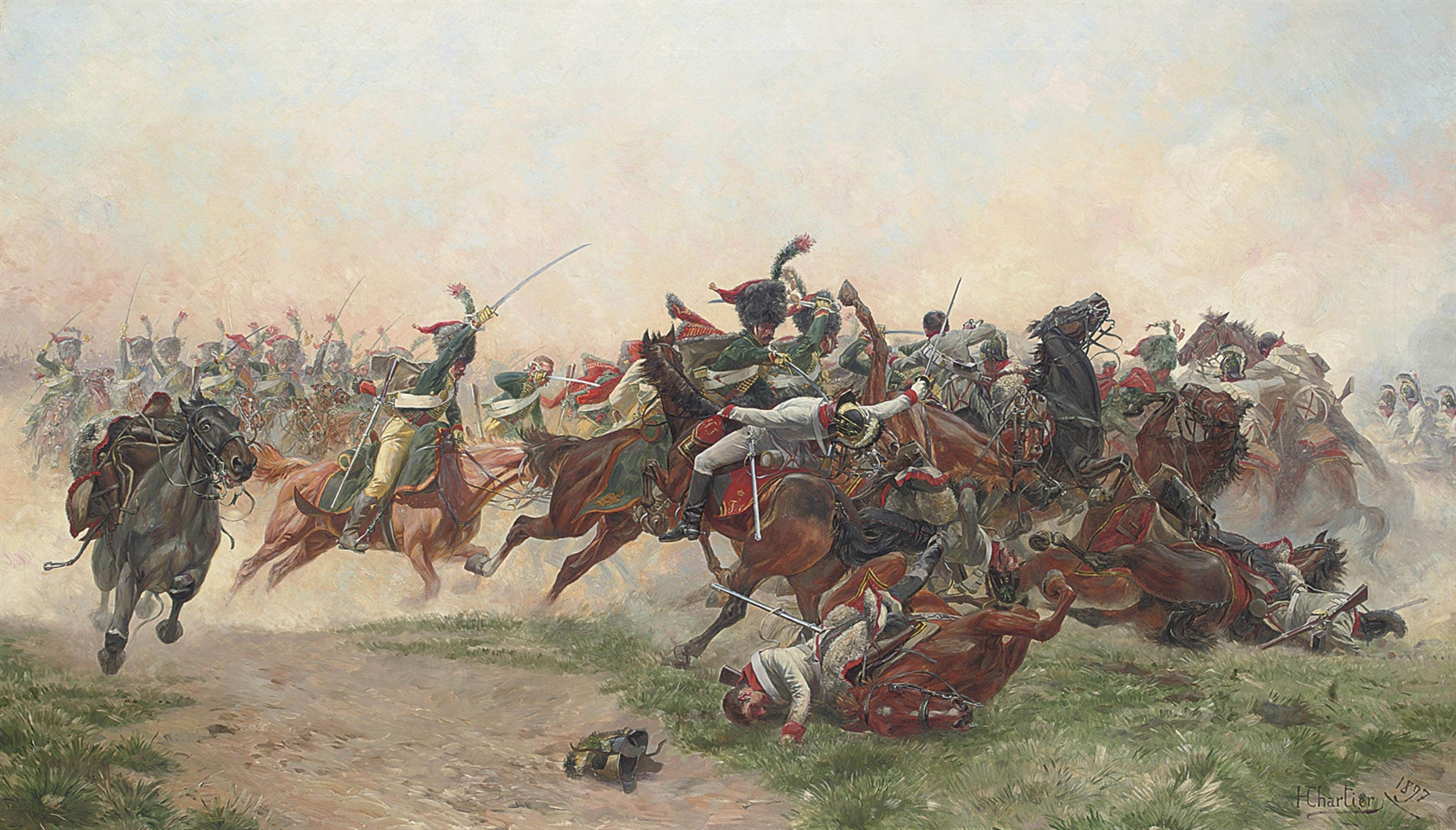
法军近卫骑兵向奥地利龙骑兵冲锋

再往北，保护麦克唐纳纵队另一侧的是一个近卫骑兵师，该师也收到了麦克唐纳的冲锋请求，但仍然一动不动，其指挥官沃尔瑟将军没有直接指挥官拿破仑的命令或贝西埃尔元帅的命令。拿破仑本人离战场太远，而贝西埃尔在之前的骑兵冲锋中受了伤，被抬离了战场，所以近卫骑兵没有动弹。接近下午2时，麦克唐纳的进攻陷入停顿，在该区域完全摧毁奥地利防线的机会落空。拿破仑厌恶地注意到这是骑兵第一次让他失望，但考虑到法国军队的疲惫状态和遭受的损失，麦克唐纳可能无论如何都无法跟进骑兵取得的任何突破。尽管如此，坚决领导的进攻还是实现了拿破仑的主要战略目标，即牵制该地区的奥地利军队，阻止卡尔支援他饱受打击的左翼。被迫承认他的进攻失败后，麦克唐纳尽最大努力保护他剩下的人免受敌人猛烈的炮击。然而，援军就在不远处：拿破仑派了一个巴伐利亚师，约有5,500人，以及帝国卫队的精锐骑兵和萨克森骑兵。巴伐利亚师迅速赶来支援，但与敌人交火只是短暂的，真正发挥作用的只有火炮，因为此时奥地利人已完全撤退。在巴伐利亚人的身后是“青年近卫军”的燧发枪手，共有四个营，由拿破仑的副官雷耶将军率领，这支军队被严令避免“卷入任何冒险”。在近卫军的支持下，巴伐利亚人占领了苏森布伦，然后独自继续追击撤退的奥军。近卫骑兵试图拦截奥军，但遭到列支敦士登亲王的奥地利骑兵的反击，在没有增援的情况下，法军不得不撤退，只缴获了三门敌方大炮。

### 马塞纳的“地狱纵队”
与此同时，马塞纳的部队从11时开始取得了显着进展，当时他开始脱离阿德克拉的混战并组织他对克勒瑙阵地的进军。在法军左翼，奥军第六军的指挥官克勒瑙完全了解马塞纳的策略，并在战后报告中表示，他看到一支“地狱纵队”向他逼近。到12点30分，法军第四军的成员已经到达埃斯灵，马塞纳此时收到了皇帝的派遣，通知他达武的成功并敦促他进攻。马塞纳派出马鲁拉兹的骑兵去清除奥军先前被击溃的骑兵。然后，马鲁拉兹攻下并俘获了正在轰炸多瑙河上的桥梁的奥地利炮兵阵地，惊慌失措的奥地利炮手们纷纷逃命。来自奥军轻骑兵的反击逼退了法军并重新夺回了丢失的炮台，设法将除了两门火炮外的大部分火炮带到安全地带，然后更多的法国骑兵，这次来自拉萨尔的部队，与奥军对抗。法国骑兵的进攻阻止了克勒瑙军的前进，并让法国人对埃斯灵村发起了自己的进攻。六周前，在阿斯珀恩-埃斯灵战役期间，法国人勇敢地保卫了这个村庄，抵御了奥地利的几次袭击。现在法军需要从大约1,200名奥军手中夺走它。村子里一片废墟，但坚固的石仓依然屹立，组成一个强大的防御结构。尽管如此，经过激烈的战斗，法军在14时前占领了埃斯灵，守军逃向阿斯珀恩。马塞纳在短暂的战斗后占领了阿斯珀恩，并集结了他的四个步兵师，继续向克勒瑙的阵地施压，并将莫利托的师派往布赖滕利。在那里，杜鲁特将军的“意大利军”师，被派去填补第四军与其他军队之间的空隙。在占领布赖滕利后，杜鲁特的部队能够与莫利托会合。
马塞纳已经完成了他的任务，而且他没有任何进一步的命令，但在听到右边猛烈的炮声后，他明白他需要继续进攻。他让布德的师向卡格兰进军，而他的其他三个步兵师向莱奥波尔多进军。军骑兵领先于步兵，拉萨尔的中队在莱奥波尔多附近追上了克勒瑙的步兵。在那里，法国骑兵遇到了两个奥地利营，奥军已经形成了坚实的方阵，这种阵型非常适合抵挡骑兵。法军骑兵的冲锋收效甚微。第一个奥军方阵只有在被法军火炮轰炸后才能分散。下午5时前不久，法军骑兵冲向第二个方阵，正是在这次行动中，英勇的拉萨尔，那个时代最好的骑兵指挥官之一，被子弹击中阵亡。马鲁拉兹接替了骑兵的指挥权，亲自担任第8骠骑兵团团长，为被杀的指挥官报仇；但这次进攻失败了，马鲁拉兹本人也受了伤，不得不被抬到后方。这一事件，以及法国人现在在比桑贝格高地受到奥地利第五军的炮火攻击的事实，说服马塞纳停止追击。接近下午5时，克勒瑙成功地将他的部队从多瑙河旁的危险位置撤出，并转移到部署在比桑贝格高地的预备队后面相对安全的地方。

### 奥军的撤退
当克勒瑙被赶出埃斯灵时，卡尔大公收到了期待已久的消息，即他的兄弟抵达战场。然而，这个消息令人失望：奥地利的约翰大公和他的13,000名士兵，卡尔拯救他崩溃左翼的唯一希望，只能在下午5点左右到达，这时候已经为时已晚，无法对战果产生任何影响。到现在为止，卡尔敏锐地意识到他的部队不会再坚持太久了。他在瓦格拉姆高原上的三个军（第一、第二和第四）已经行动了大约十个小时。在他的右边，第三军、第六军和预备军也都被击退。至关重要的是，他没有预备队来支援他的战线或发起反击。在这种情况下继续战斗将意味着奥地利陆军的终结，在卡尔看来，也意味着哈布斯堡帝国的终结。他唯一现实的选择是开始有秩序的撤退，他在中午前下令，指挥每个军沿着撤退路线前进。
当麦克唐纳的进攻引起奥地利人的注意时，法军发动了全面进攻。拿破仑委派了马尔蒙的第11军，填补“意大利军”和第2军之间的空隙。此外，接近下午1点时，乌迪诺的第二军已经开始在瓦格拉姆高原正面迎击奥军。整个上午都在等待他的攻击命令的乌迪诺决定不再等待，尽管他还没有收到命令。奥地利第二军整个上午除了与法国第二军交火以外没有进行任何其他战斗。第二军的指挥官，经验丰富的霍亨索伦亲王，可以看出他的部队有被达武看似势不可挡的军从侧翼袭击的危险。现在，乌迪诺正在向他进攻。起初，霍亨索伦试图守住他最初的阵地，他的手下用火枪齐射迎接乌迪诺的前进纵队。然而，奥地利指挥官意识到他的阵地的脆弱，看到在他的左边，所有的奥地利军队都在全面撤退后，他冒着被乌迪诺压制的风险，而达武则可以自由地从他的侧翼推进。因此，霍亨索伦别无选择，只能命令他的部下撤退并在更北的地方形成新的防线，他派出5个营和几门火炮组成防守部队，并牵制达武的两个师，这两个师正在接近鲍默斯多夫村。
乌迪诺眼看着奥军全线撤退，便失去了冷静，沿着自己的阵线疾驰，高喊着他的命令，命令他的手下向敌人追击。军的一个师长格兰让将军重申了这一极不寻常且可能具有灾难性的命令，这将导致纵队迅速分散并容易受到反击。幸运的是，部队由经验丰富的下级军官指挥，他们接管并执行了此类场合所需的有序战术。在这次行动中，乌迪诺两次受伤，他的马也被射中。但他继续指挥他的部队，在他的外科医生为他的伤口包扎后，他亲率部队继续前进。尽管奥军守军仍在英勇防御，但法军冲进了鲍默斯多夫。乌迪诺的军随后呈扇形散开，他的大部分人继续向霍亨索伦和塔罗的师施压，并对抗贝勒加德的第一军。在西边，帕克索德将军和他的“意大利军”的一个师在意大利皇家卫队的支持下，沿着鲁斯巴赫河向瓦格拉姆村进行了机动。在那里，他们发现了德阿斯普雷的奥地利掷弹兵师没有保护的侧翼，该师按照卡尔的命令被留下来掩护刚刚开始撤退的贝勒加德。令掷弹兵吃惊的是，法军冲进了阵地，将奥地利人推回了阿德克拉村外。奥军随后得到了第二军塔罗师的支持，该师成功地袭击了村庄旁边的高原。贝勒加德的反应是派出他的一些预备队来阻止敌人的猛攻，但法国人设法守住了瓦格拉姆和阿德克拉这两个战场上的关键阵地。
到下午4时，奥军全军撤退。撤退中的奥军出色地执行了这一机动，编队保持凝聚力并以梯队形式撤退，每个编队都保护相邻部队的撤退。在这次分阶段的撤退中，奥地利炮兵发挥了重要作用，他们设法集结了足够数量的大炮以将敌人保持在相当远的距离。已经在酷热和稀缺的水和食物的情况下，已经行军和战斗了四十多个小时的法军正在缓慢地跟随撤退的敌人。法军此时筋疲力尽，到下午4点时，瓦格拉姆出现了短暂的恐慌。数十名法国步兵逃跑，在恢复秩序之前，老近卫军被迫排成方阵以保护拿破仑的司令部。大约一个小时后，第二个这样的时刻发生了，约翰大公军队的一支侦察队突然出现在格林岑多夫附近，引起了军队的散兵和平民的恐慌，近卫军再次被迫排兵布阵。但约翰很快就收到了战斗已经结束的消息，急忙折返。最后一次事件发生在西下午6时，当时来自达武军的第108线列步兵团的成员追上了敌军散兵游勇。在那里，法国人发现房子里挤满了醉醺醺的奥地利士兵，奥军拒绝投降并试图自卫。其中约200人被屠杀，400人被法军俘虏。到夜幕降临，精疲力竭的法国人不得不停止追击并在他们的阵地扎营。黄昏时分，法军骑兵追上了奥军第三军并试图阻止其撤退，但该地区的众多奥军骑兵迅速介入，击退了这些骑兵。卡尔大公随后命令第三军加快撤退，与第六军保持一致。到晚上8点时，所有战斗都结束了，奥地利人得以在没有任何进一步接触的情况下撤离。拿破仑赢得了伟大的瓦格拉姆之战。

## 后果

### 追击与停战
到7月6日夜幕降临时，仍有能力采取行动的奥地利军队与他们的追兵脱离了接触，卡尔设法重新建立了一个有凝聚力但不规则的战线。晚上战斗中奥军表现出的战斗力让拿破仑怀疑奥地利人是否真的会在第二天重新开始战斗。拿破仑于7月7日早早起床，亲自侦察了战场，注意到双方人员的巨大损失，并看到奥地利人已经撤退。然后他回到了更实际的事情上，在收到麦克唐纳的报告后，他突然拥抱了这位将军，并将他提升为帝国元帅，这是唯一在战场上获得头衔的元帅。拿破仑还批评马尔蒙在战场上的迟缓，并告诉乌迪诺，他应该因为没有接到命令就发起进攻而被处死。法国人在下午2点时恢复了他们的追击，因为军队的极度疲惫阻止了提前开始。他们的大炮在战斗中发射了90,000到100,000发子弹，导致沉箱空置，需要一段时间才能重新装填。在普通士兵中，甚至出现了军队纪律严重崩溃的情况，因为军队穿过了满是葡萄藤和酒窖的县城。当愤怒的乌迪诺手持军刀试图在他的军中一群喝醉的骑兵中恢复纪律时，他几乎被自己的手下袭击了。由于缺乏关于奥军撤退确切方向的可靠信息，追击变得更加复杂。各军收集的相互矛盾的情报令人困惑地指出，奥地利人正在撤退到布尔诺或兹诺伊莫，而其他报告实际上表明正在向摩拉维亚撤退。法国人试图通过持续进军来缩小差距。带头追击的是西边的马塞纳军，中部的马尔蒙和东边的达武，而“意大利军队”则被派往密切关注约翰大公的军队。
奥地利人实际上正在向波希米亚的兹奈姆撤退。奥地利军队在瓦格拉姆战役中遭受了巨大的损失，不得不留下他们的伤员，但还是成功抓走了数千名法国俘虏、几十门火炮和几个帝国鹰标。卡尔大公充分利用夜间行军，于7月7日将他的大部分部队集结在科尔新堡。卡尔和他的高级指挥官曾考虑过各种计划来继续抗争，但最终，卡尔并没有为继续抗争而部署他的军队。早在瓦格拉姆战役之前，这位奥地利指挥官就认为奥地利的最佳选择是缔结和平，为了实现这一目标，奥地利帝国需要拥有一支规模庞大、具有战斗力的军队，他们可以在和平期间将其用作筹码会谈。7月9日至12日，来自欧仁的“意大利军”的士兵在一系列小规模冲突中与约翰大公的部队发生冲突，并将他们推回匈牙利，而马塞纳则在数次行动中追赶并与奥地利后卫作战，其中最引人注目的是霍拉布伦之战。至此，拿破仑已经大致了解了卡尔的意图并采取了应对措施。马尔蒙和他的第十一军是第一个在兹厄姆战役中与奥地利军队交战的部队，并且在数量上暂时处于劣势。他的10,000人面对大约60,000名集结的敌军，但按照拿破仑战争的典型风格，马尔蒙决定进攻以压制敌人。他可以合理地期待很快得到增援，晚上22时，拿破仑带着增援部队抵达。第二天，战斗如火如荼，兹厄姆周围发生了一些血腥的战斗。奥地利人在战斗中伤亡惨重，损失了约6,200人，随着时间的推移，达武和乌迪诺即将到来，法国军队将增至约84,000人。认识到继续战斗的徒劳，卡尔决定请求停战。他这样做是出于自己的责任，因为他没有得到皇帝弗朗茨一世的许可。贝尔蒂埃元帅直言不讳地建议继续敌对行动并彻底摧毁奥地利帝国，但拿破仑选择接受停战。兹奈姆的停战标志着1809年法国和奥地利之间的战争在军事意义上结束。

### 伤亡数字
瓦格拉姆战役拥有超过300,000名战斗人员，是当时欧洲历史上规模最大的战役。双方至少有72,000人伤亡，这也是迄今为止整个大革命战争和拿破仑战争中最血腥的军事交战。异常高的伤亡率主要是由于火炮空前集中，在平坦的战场上，双方军队在两天的战斗中至少发射了90,000发炮弹。
拿破仑利用他惯常的宣传方式在舆论上将他的损失降到最低，他在大军公报中说，瓦格拉姆之战中法军只有“1,500人阵亡，3,000至4,000人受伤”。实际上，法军的损失数字是可怕的。法国的医疗服务完全不堪重负，帝国卫队的伤员被优先救治并且得到了很好的照顾。在瓦格拉姆受伤的1,200名帝国卫队士兵中，有一半能够在几天内返回部队，只有145人因伤死亡。其他的一线部队就没那么幸运了。双方的大多数伤员都被炮火击中，造成了严重的伤害，经常需要截肢。手术的大量失血、不良的后期护理和感染风险意味着截肢后的生存机会并不高。
由于两支军队都没有提供完整的损失列表，因此很难确定确切的伤亡人数。一位作者认为，法国人的各种伤亡人数接近40,000人，大大超过了奥地利人的伤亡人数。更保守的估计认为，法国的整体损失在25,000-28,000人之间。五名法国将军（包括拉萨尔）和另外238名军官以及7,000名士兵阵亡。此外，37名将军、883名军官和25,000多人受伤，4,000人被俘。
在奥地利方面，损失也很大。一份官方报告显示，与1809年7月5日的总人数相比，1809年7月11日时奥军减员了51,626人。这个数字不仅代表了瓦格拉姆之战中损失的人数，还包括了战斗后发生的许多小规模交战和小规模冲突中的损失，以及兹厄姆战役中遭受的损失。这些人中的许多人只是在行动中失踪了，随后能够返回部队。尽管如此，保守估计奥军在瓦格拉姆的损失约为30,000人，其中24,000人被杀或受伤，其余被俘。

## 分析
就像在血腥的埃劳战役一样，拿破仑未能在瓦格拉姆以最少的代价换取决定性的胜利。法军单在瓦格拉姆就有34,000人的伤亡，几周前在阿斯珀恩-埃斯灵之战中法军也有20,000人伤亡。这样的伤亡数字表明拿破仑的部队中经验缺乏的新兵比例持续增长，也表明他的对手的经验和能力正在增加，奥军正在从以前的错误中吸取教训。法军的损失特别惨重，其中包括许多经验丰富的士兵以及三十多名不同级别的将军，法军无法从此役中轻易恢复。贝尔纳多特因作战不利而被拿破仑开除，这将对未来的战斗造成严重后果。贝尔纳多特后来成为瑞典王储后利用自己对拿破仑战术的了解带领联军在第六次反法同盟和第七次反法同盟中成功击败拿破仑。

## 引注
1. ↑  Bodart 1908，第409頁.
2. ↑  Gill 2010，第401頁.
3. ↑  Gill 2010，第391頁.
4. 1 2  Gill 2020，第100頁.
5. 1 2 3  Castle 7.
6. ↑  Rothenberg 39–61.
7. ↑  Chandler 1998，第663頁.
8. ↑  Rothenberg 61–66.
9. ↑  Chandler 1998，第665-666頁.
10. ↑  Rothenberg 62–63.
11. ↑  Fierro, Palluel-Guillard, Tulard 131–137 and 586.
12. 1 2  Rothenberg 65–82.
13. ↑  Chandler 1998，第670頁.
14. ↑  Rothenberg 85–129.
15. ↑  Castle 29–55.
16. ↑  Fierro, Palluel-Guillard, Tulard 138–139 and 586.
17. 1 2  Rothenberg 152.
18. 1 2  Rothenberg 127–129.
19. ↑  Castle 54–55.
20. ↑  Rothenberg 145.
21. ↑  Rothenberg 143–144.
22. ↑  Rothenberg 148.
23. ↑  Rothenberg 143–147.
24. ↑  Rothenberg 144–145.
25. ↑  Chandler 1998，第706頁.
26. ↑  Chandler 1998，第692頁.
27. 1 2  Rothenberg 131–143.
28. ↑  Rothenberg 146–150.
29. 1 2  Naulet 35.
30. ↑  Lorraine Petre 341.
31. 1 2  Rothenberg 151.
32. ↑  Chandler 1998，第709頁.
33. ↑  Castle 58.
34. ↑  Naulet 35–36.
35. ↑  Naulet 39–40.
36. ↑  Naulet 45–46.
37. ↑  Rothenberg 163.
38. 1 2  Rothenberg 163–164.
39. 1 2 3  Castle 61.
40. ↑  Rothenberg 165.
41. ↑  Rothenberg 164–165.
42. ↑  Castle 59.
43. 1 2 3 4  Rothenberg 166–167.
44. 1 2  Naulet 46.
45. ↑  Rothenberg 166.
46. ↑  Castle 62.
47. 1 2  Naulet 47.
48. ↑  Rothenberg 167–169.
49. ↑  Castle 62–64.
50. ↑  Naulet 47–50.
51. 1 2  Castle 65.
52. ↑  Rothenberg 169.
53. ↑  Naulet 51.
54. 1 2  Rothenberg 170–171.
55. 1 2  Castle 66.
56. ↑  Rothenberg 172.
57. 1 2  Rothenberg 172–173.
58. 1 2 3 4 5  Castle 66–68.
59. 1 2 3  Arnold 171.
60. ↑  Rothenberg 170.
61. ↑  Hourtoulle 46–47.
62. ↑  Castle 65–66.
63. 1 2 3  Rothenberg 173–174.
64. ↑  Castle 20–21.
65. ↑  Rothenberg 175–176.
66. 1 2 3 4  Castle 68.
67. 1 2 3  Rothenber 176–177.
68. ↑  Castle 22.
69. ↑  Petre Lorraine 365.
70. 1 2  Rothenberg 177–178.
71. 1 2 3  Naulet 60.
72. 1 2 3  Rothenberg 178–179.
73. 1 2  Naulet 55.
74. ↑  Castle 69.
75. ↑  Rothenberg 179.
76. 1 2 3  Naulet 55–56.
77. ↑  Castle 69–70.
78. ↑  Rothenberg 179–181.
79. ↑  Arnold 142.
80. 1 2  Rothenberg 181.
81. 1 2  Castle 70–73.
82. ↑  Rothenberg 182
83. ↑  Arnold 145.
84. ↑  Castle 73.
85. 1 2 3  Rothenberg 183–184.
86. 1 2  Castle 23.
87. 1 2  Castle 73–76.
88. 1 2  Arnold 148–149.
89. ↑  Naulet 56.
90. ↑  Rothenberg 184–185.
91. ↑  Hourtoulle 52.
92. 1 2  Arnold 162.
93. ↑  Rothenberg 185.
94. ↑  Arnold 162–163.
95. 1 2  Naulet 62.
96. 1 2  Rothenberg 186–187.
97. ↑  Castle 77.
98. ↑  Naulet 63.
99. 1 2  Rothenberg 186.
100. ↑  Naulet 62–63.
101. ↑  Rothenberg 188–189.
102. ↑  Naulet 63–64.
103. ↑  Castle 78–81.
104. ↑  Rothenberg 189.
105. ↑  Tulard (volume 1) 196.
106. ↑  Naulet 64.
107. ↑  Rothenberg 190.
108. ↑  Sokolov 455.
109. 1 2  Rothenberg 191.
110. ↑  Naulet 65.
111. ↑  Castle 82.
112. 1 2 3  Naulet 66.
113. ↑  Rothenberg 191–192.
114. ↑  Castle 82–83.
115. ↑  Rothenberg 192.
116. ↑  Thoumas 37.
117. ↑  Castle 87.
118. 1 2  Rothenberg 193–194.
119. 1 2 3 4 5 6  Naulet 67.
120. ↑  Naulet 70.
121. ↑  Rothenberg
122. 1 2  Castle 85.
123. 1 2  Rothenberg 194–195.
124. ↑  Arnold 161.
125. ↑  Rothenberg 196–198.
126. ↑  Naulet 71.
127. ↑  Rothenberg 202.
128. 1 2  Rothenberg 204–206.
129. ↑  Naulet 77.
130. ↑  Rothenberg 206–207.
131. ↑  Rothenberg 207.
132. ↑  Rothenberg 207–210.
133. ↑  Castle 90.
134. ↑  Naulet 76–77.
135. 1 2 3  Rothenberg 218.
136. ↑  Rothenberg 219–220.
137. ↑  Rothenberg 219.
138. ↑  Arnold 169–170.
139. ↑  Naulet 73.
140. ↑  Pigeard, Dictionnaire des battailles de Napoléon, 924.
141. ↑  Petre, F. Loraine. Napoleon and the Archduke Charles. New York: Hippocrene Books, (1909) 1976. 379

## 延伸阅读
- Bowden, Scotty; Tarbox, Charlie. . Arlington, Texas: Empire Games Press. 1980. ISBN 0-913037-08-7.